# 个人崇拜

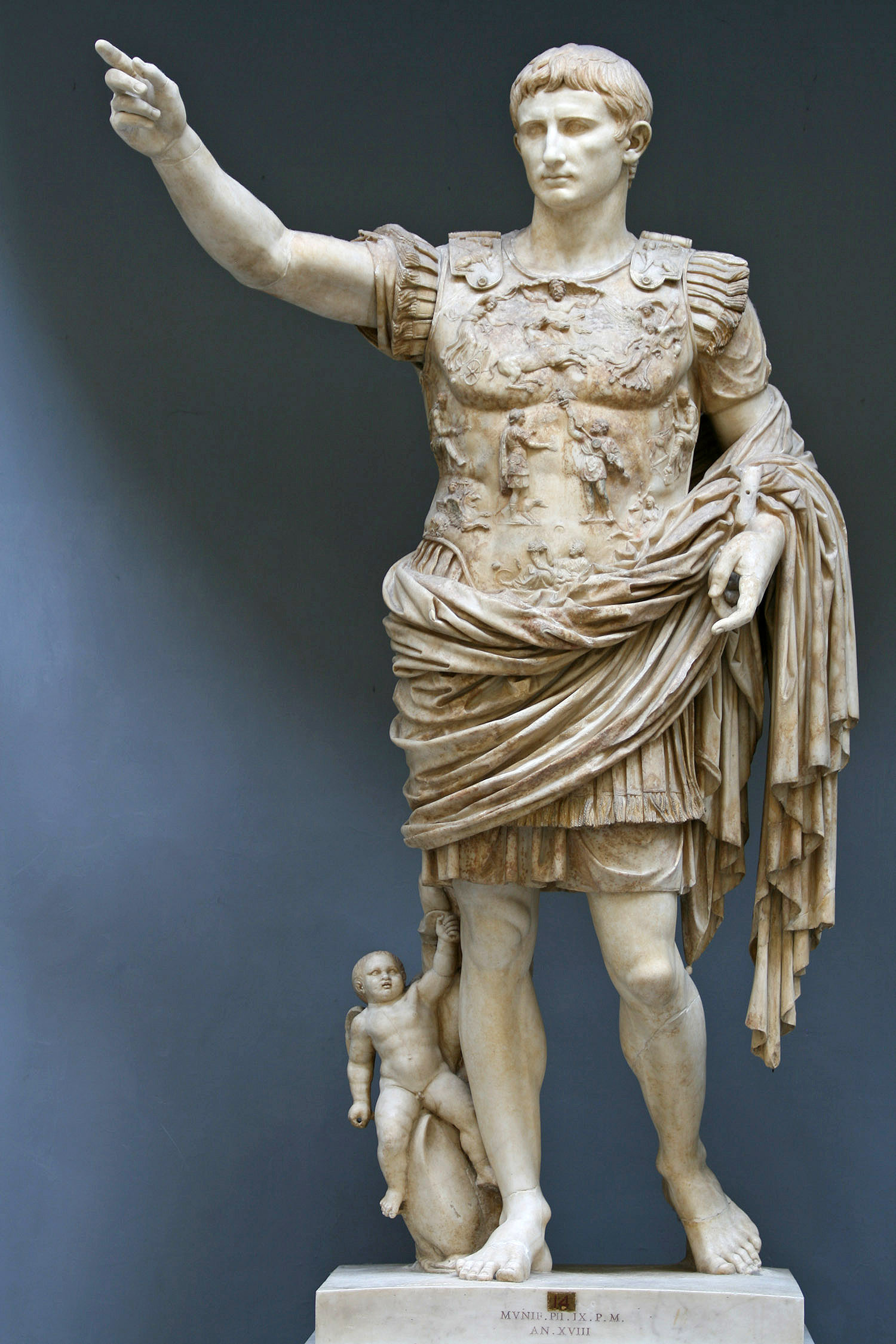
第一门的奥古斯都像，作于公元1世纪，用于神化奥古斯都。

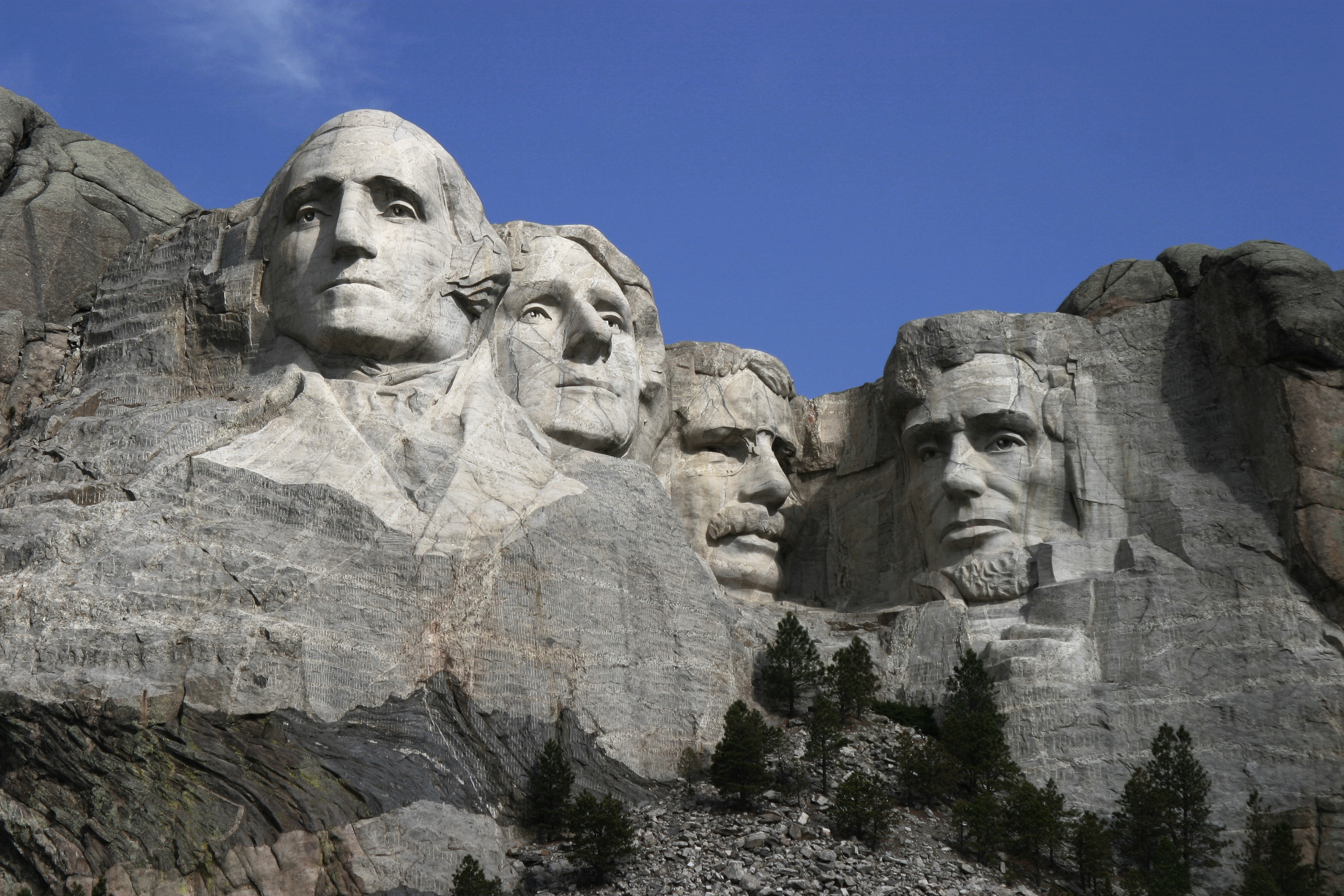
拉什莫尔山的美国总统雕像，完成于1941年，用于推崇美国前总统乔治·华盛顿、托马斯·杰斐逊、西奥多·罗斯福和亚伯拉罕·林肯。

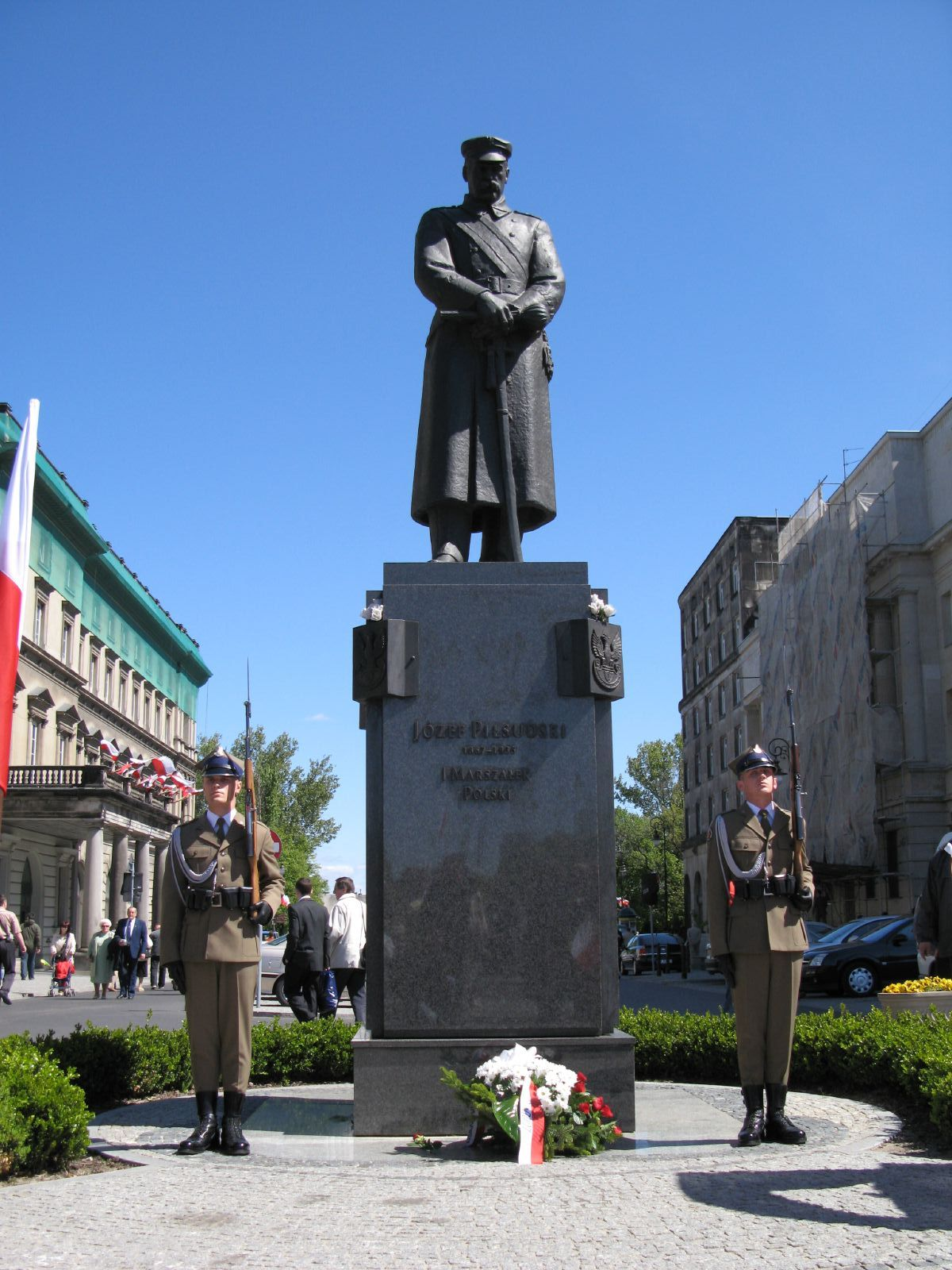
波兰华沙毕苏斯基广场的约瑟夫·毕苏斯基雕像，用于配合波兰当局大力宣传民族主义和反共主义的需要。

个人崇拜（英語：Cult of personality）指以大规模宣传手段将某个人在一个社群中塑造成崇拜对象，通常都通过媒体手段将其人格形象理想化、英雄化甚至神化。当政府利用大众媒体、宣传及其他方式予以不容质疑的奉承和频繁的颂扬、美化等等，将某一在世（或已身故）的政治领袖塑造为英雄化、神化、理想化的公众形象，则自然会产生個人崇拜的群眾現象。
這些崇拜与人类本身具有的英雄仰慕等心理类似，但区别在个人崇拜是非自主性的仰慕，必须同時伴随大量可被限制的單一媒介，將一位普通人物，進行一边倒的形象包裝、過度高估的領袖特質等宣傳，在常態下通常人都有缺點，而個人崇拜的民眾卻說無法說出來。此外，對个人崇拜对象的負面批評通常是不被容忍的和不配存在的，會被視為錯誤、反動思想，甚至到了不配合表達效忠（如統一佩戴胸章）就會被整肅的程度，這點是兩者之間的最大差別。

## 词源

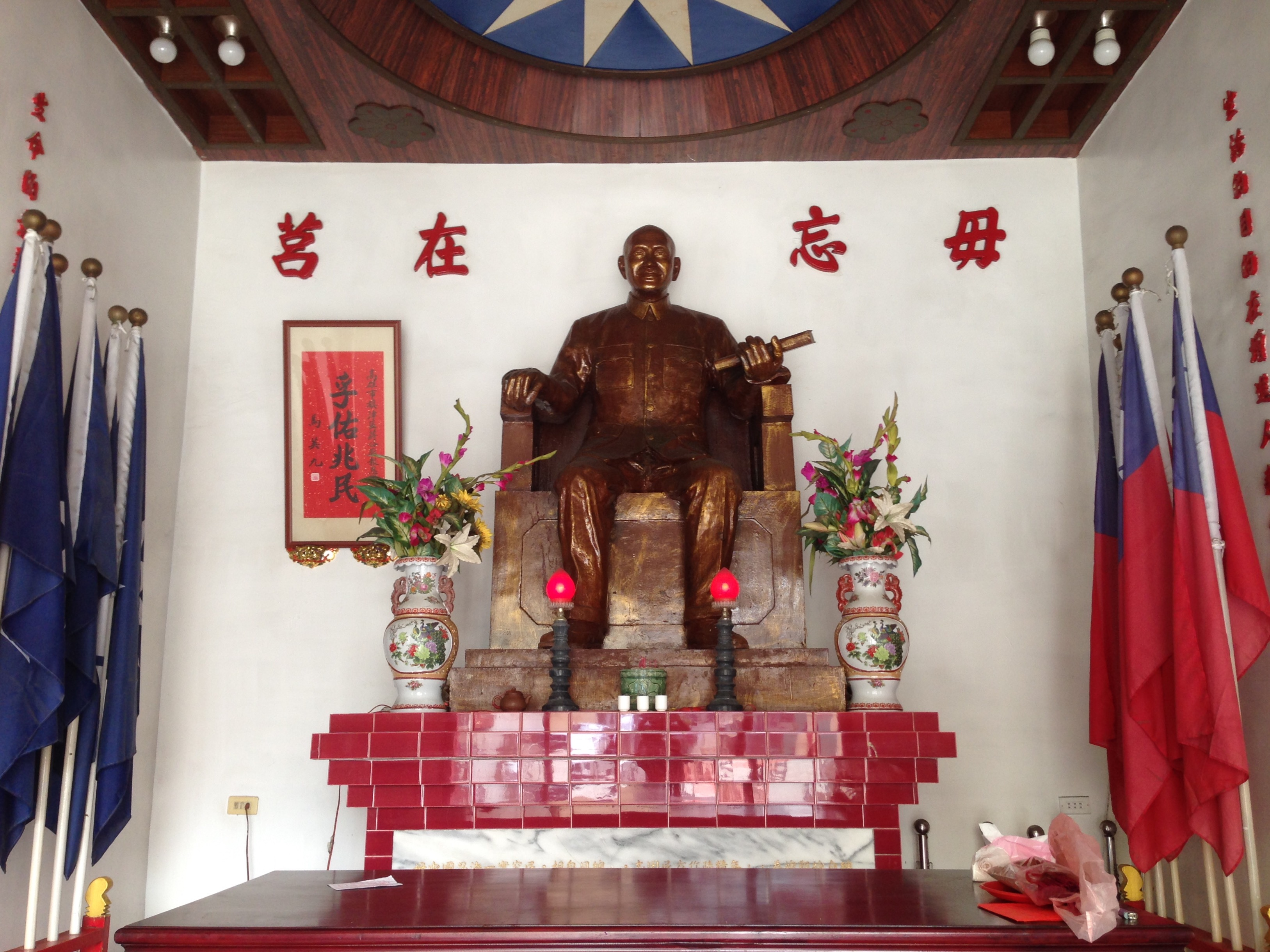
台湾高雄市旗津区蔣公報恩觀供奉的蒋中正神像
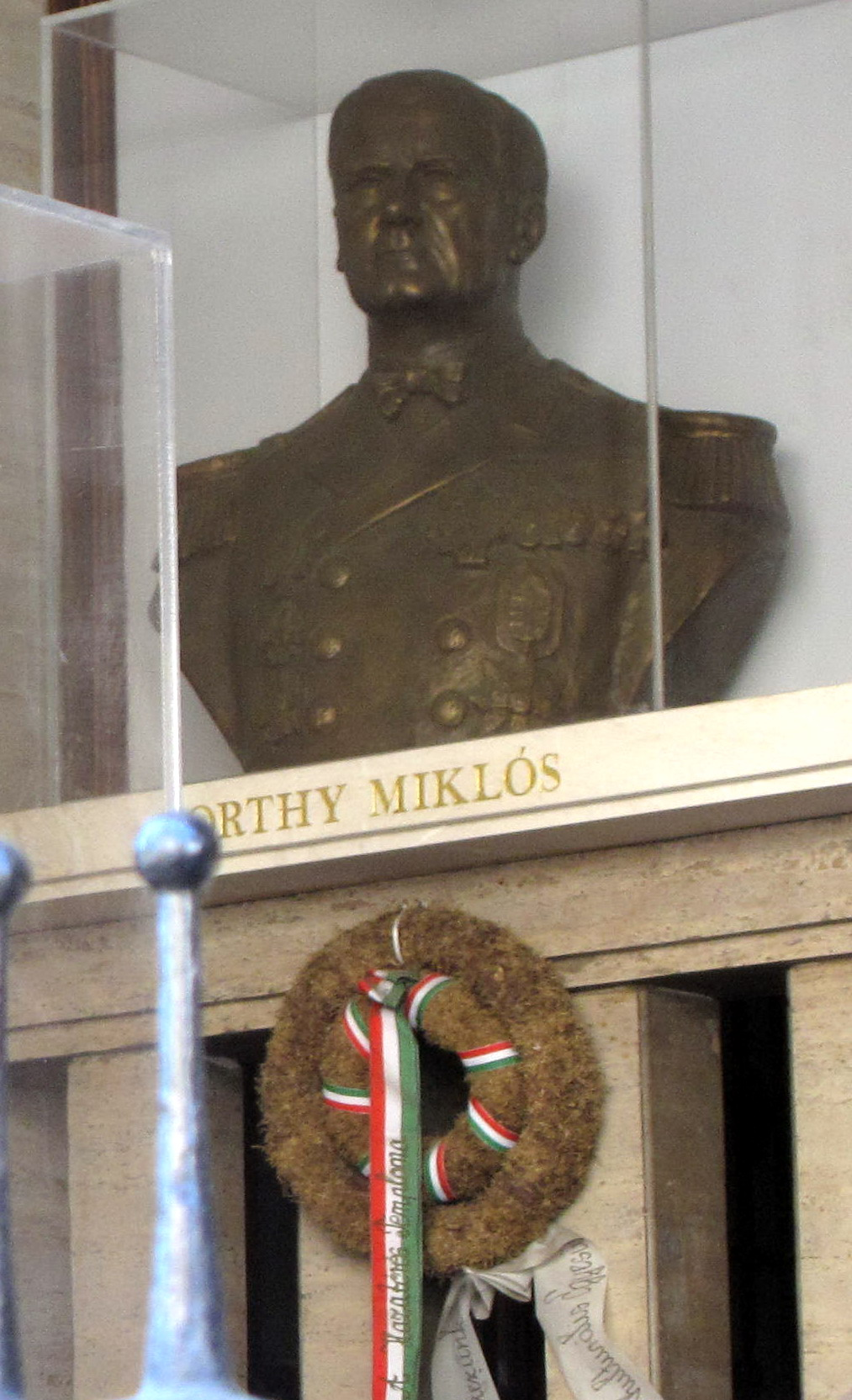
2013年，匈牙利独裁者、摄政霍尔蒂·米克洛什的半身像在布达佩斯的一个加尔文派教堂揭幕，遭到匈牙利国内外广泛批评。
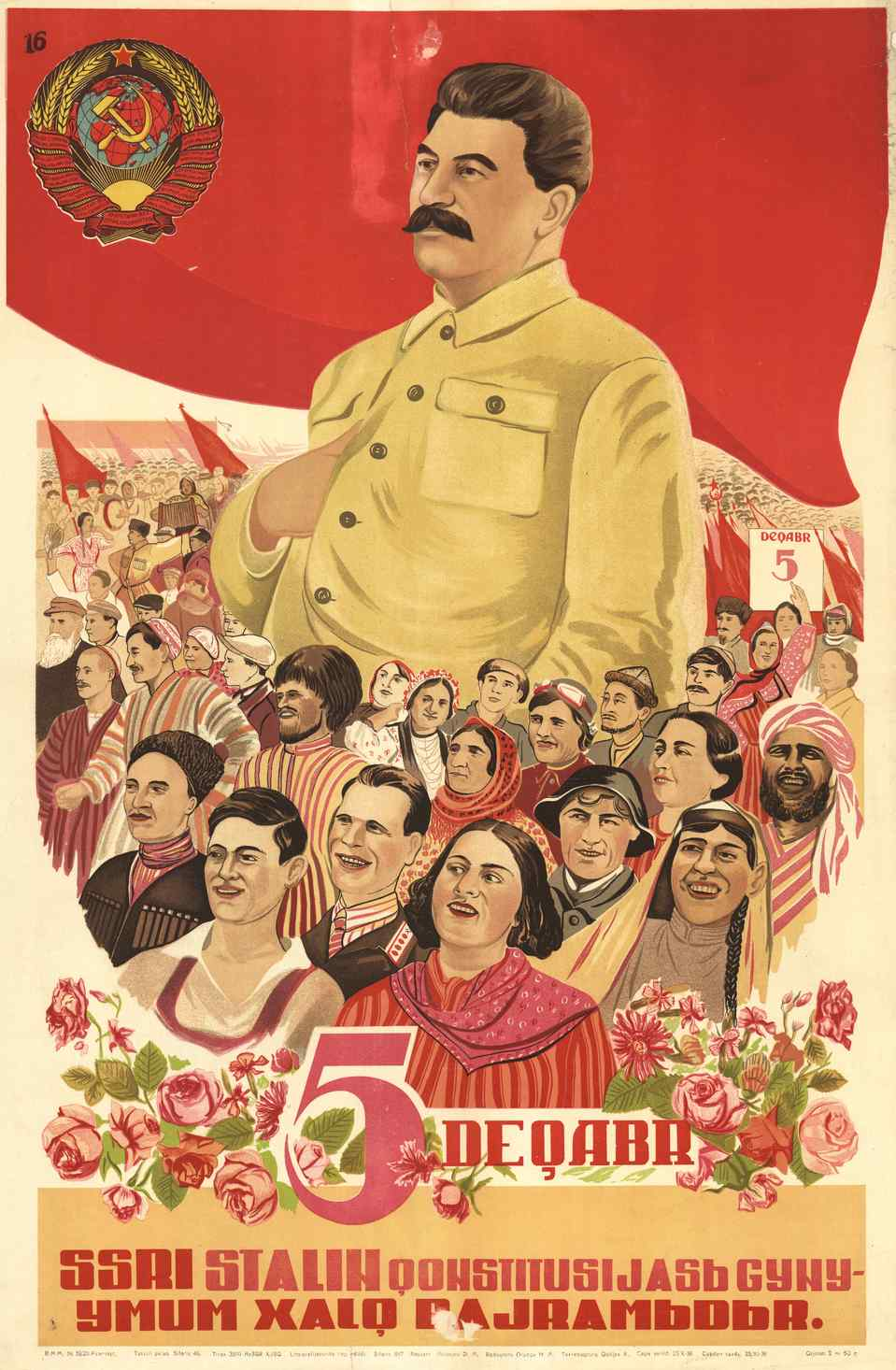
突出约瑟夫·斯大林形象的苏联海报，阿塞拜疆苏维埃社会主义共和国，1938年
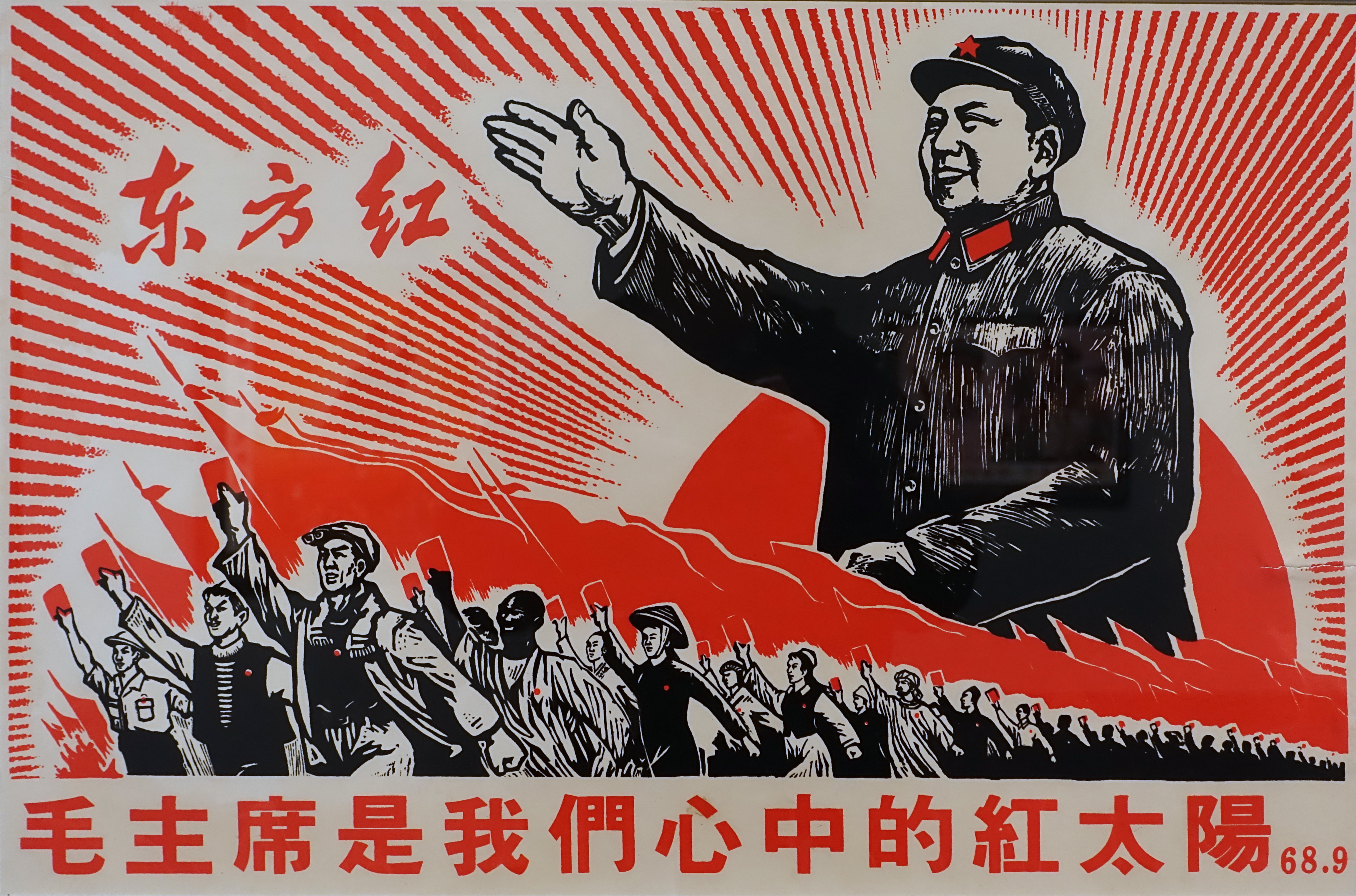
紅太陽毛澤東的宣傳形象畫

个人崇拜的英文是Cult of Personality，Cult的本意是：培养、塑造，转意为“狂热的崇拜和迷信”，Cult of Personality最接近的中文词是“造神运动”。Cult of Personality在英文世界里出名是源于1956年苏联共产党中央委员会第一书记赫鲁晓夫在“苏共二十大”的一篇秘密演讲《关于个人崇拜及其后果》，但英国学者羅伯特·瑟維斯指出，赫鲁晓夫对斯大林时期的个人崇拜使用的“культ личности”（kul't lichnosti）的准确翻译是“Cult of the Individual”（把一个人塑造为一个狂热的迷信对象）。

## 特征

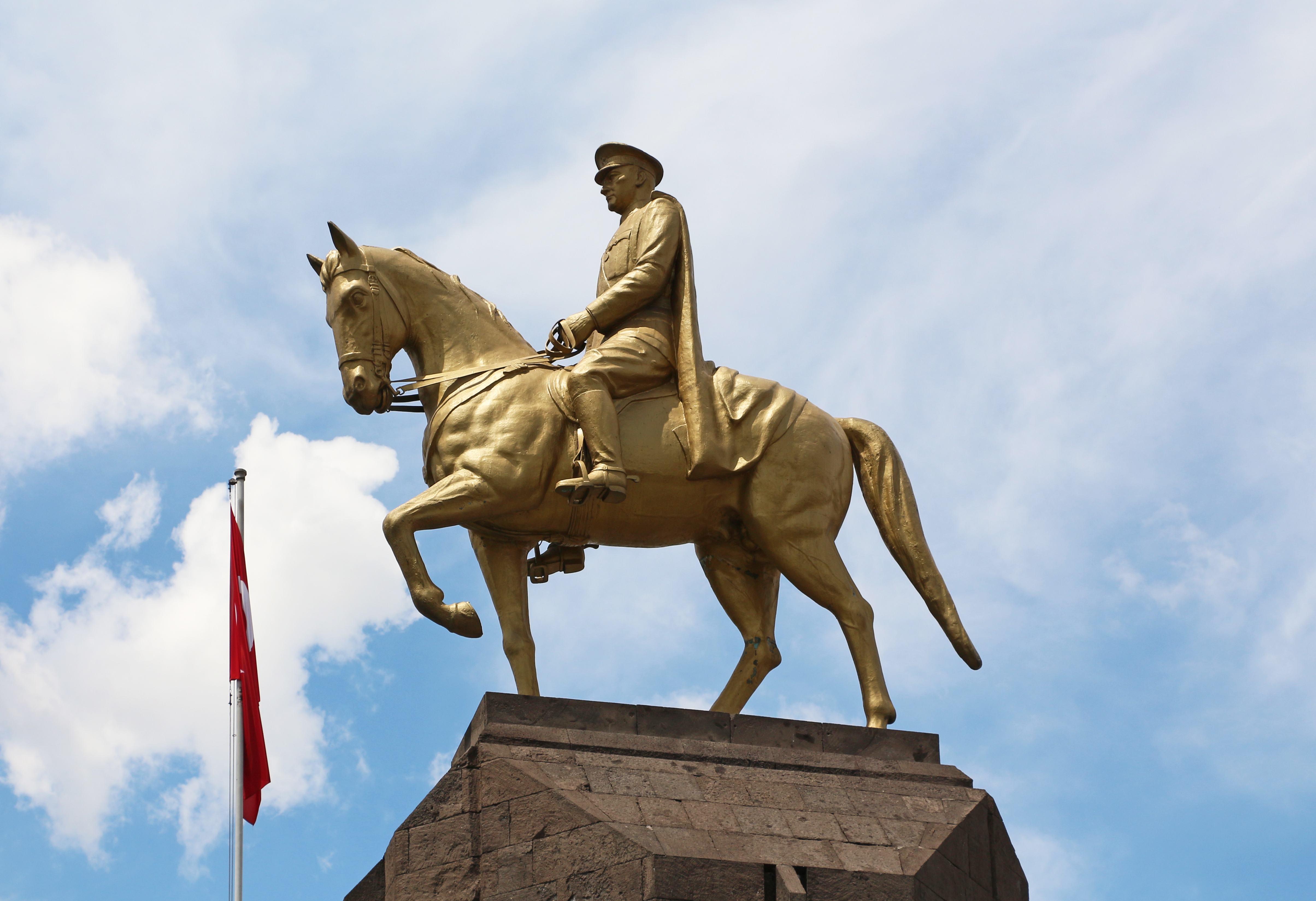
土耳其開塞利街頭的凱末爾騎馬銅像
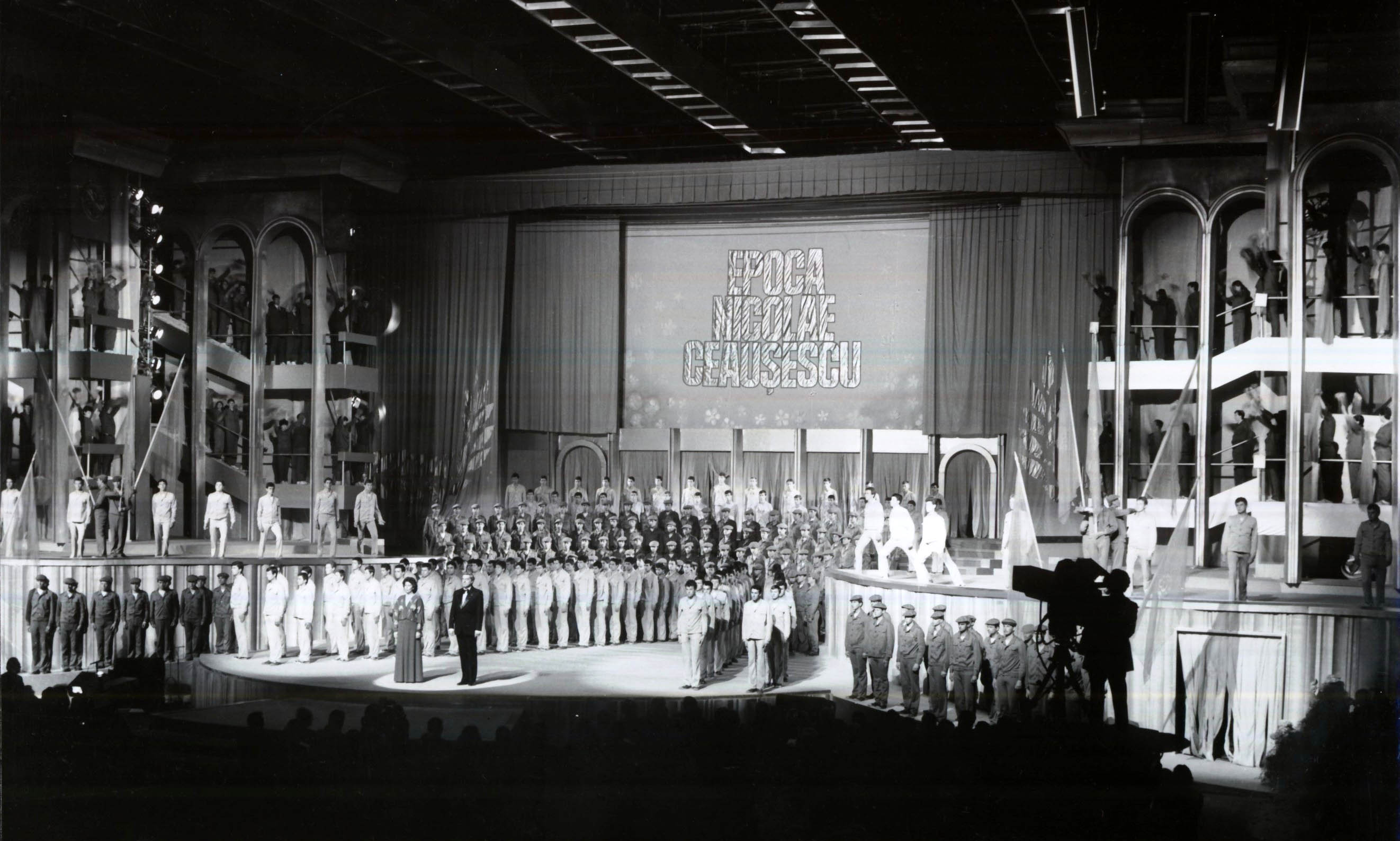
1986年，罗马尼亚电视台播出的对尼古拉·齐奥塞斯库进行个人崇拜的节目
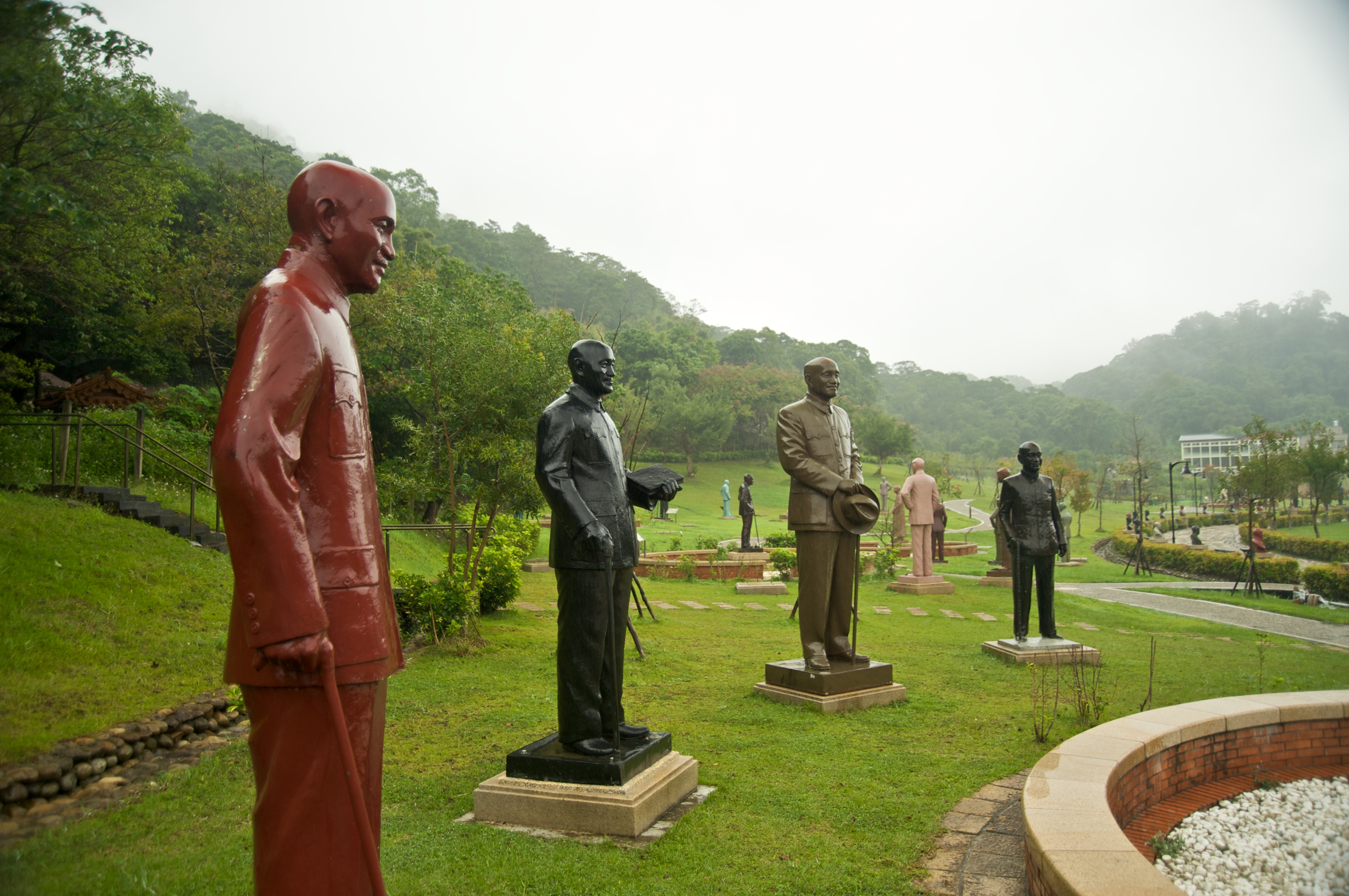
慈湖雕塑公園蔣中正铜像群
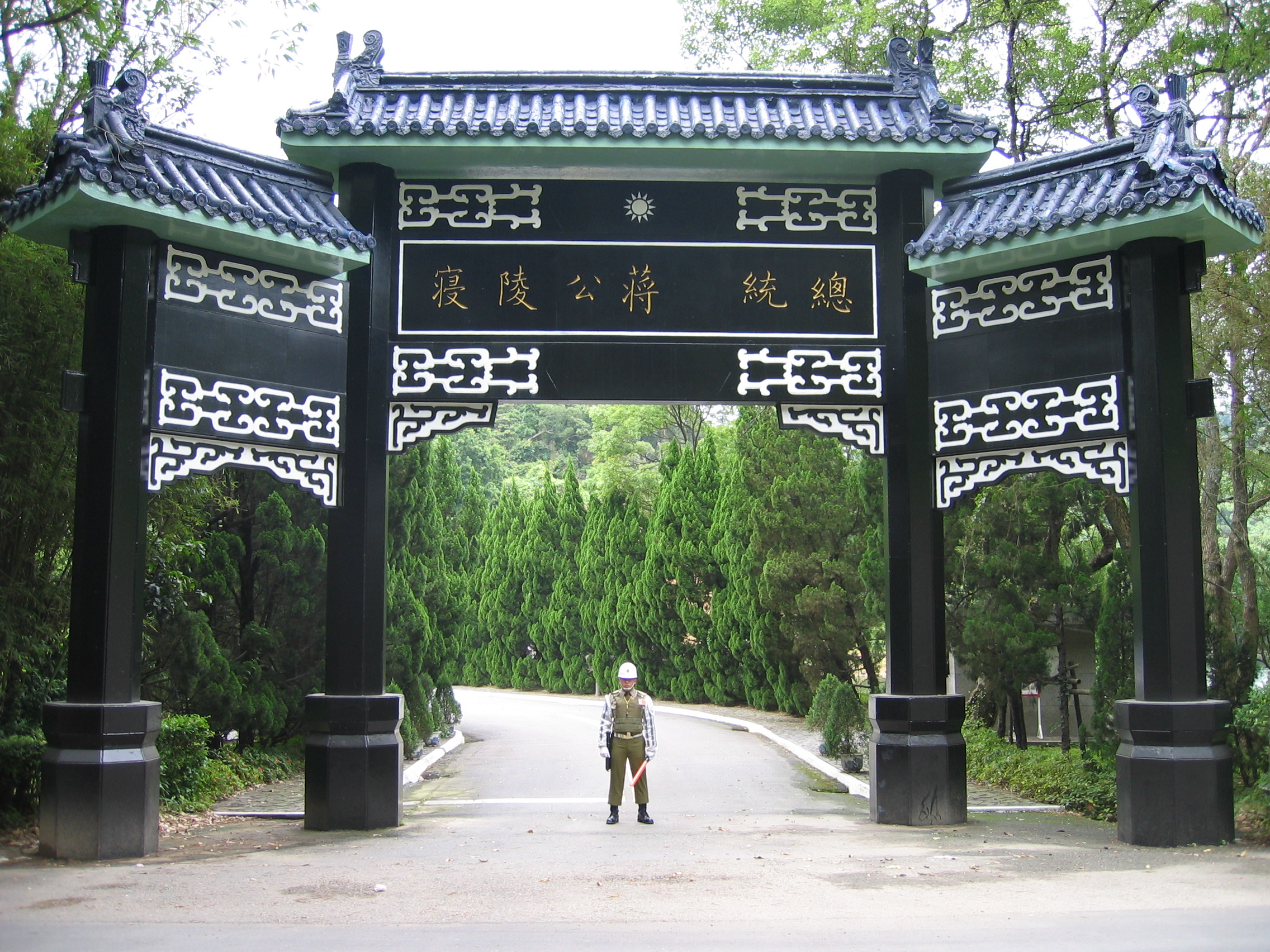
慈湖陵寢正門牌樓。牌樓上「蔣公」二字之前方使用挪抬。
毛澤東校閱紅衛兵，接受「毛主席萬歲，萬萬歲!」的歡呼聲
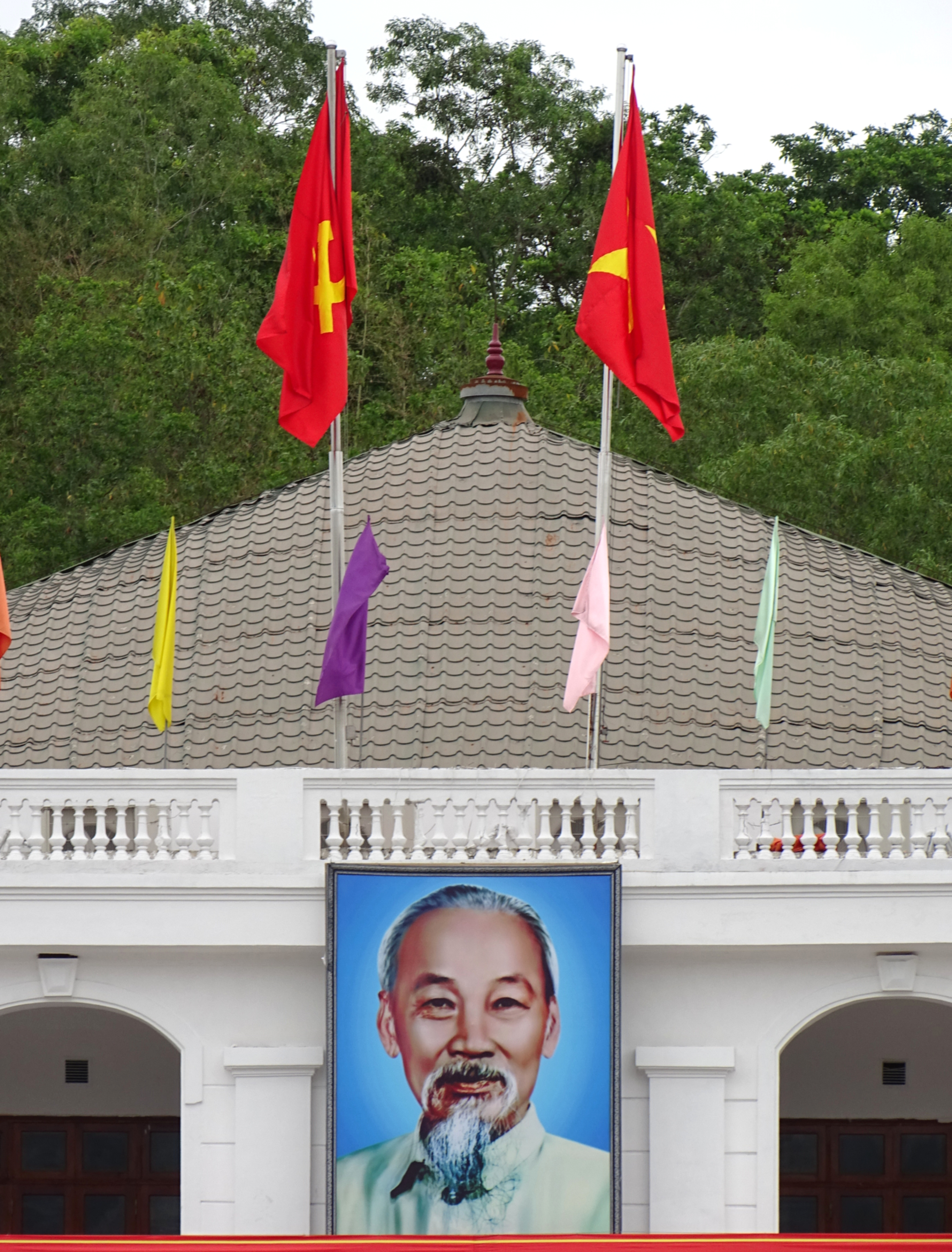
越南公共建築上懸掛的胡志明官方肖像

崇拜者對偶像充滿信賴、敬畏，甚至願為之獻身。他們又把偶像視作認知對象，試圖理解偶像發出的訊息。他們的理解可能互有不同，他們對外部世界的看法與行為亦會因此而有所不同。
通常个人崇拜现象有以下表征，但下列特点既非判定个人崇拜的必要条件，也非判定的充分条件。
- 崇拜对象个人及其理论被绝对化、神圣化、教条化
- 崇拜对象以“救世主”或“解放者”的形象出现，人们对其不再具有批判、质疑的权力
- 崇拜的程度达到迷信的程度
- 由政客群体、社会群体共同参与的，有时甚至包括所有社会成员
- 被崇拜者通过一切手段来巩固和强化，并利用人们的崇拜来维系他的地位与权利
- 對異見者處以逮捕、酷刑、禁錮甚至死刑來鎮壓

### 弊端
个人崇拜需要不断地统一宣传并排斥不协调意见的流行，这需要一些机构和政治群体来维护，当这些机构和群体是个人崇拜的受益者时，他们有足够的动力维持现状。但当崇拜对象死亡或发生意外时，容易使得政治形势剧烈变化而发生动荡，这是个人崇拜不如传统宗教神权稳定的主要原因。

## 历史背景
古代的君主和帝王形象一般都有着极高的社会敬畏和宗教崇拜，拥有一种称之为“君权神授”的光环，配合当地的宗教系统，使得统治者地位神圣不可动摇。这在古代的中國和古埃及、日本、印加帝国、西藏、泰国等都很常见。罗马帝国甚至认为他们的帝王是具备“神性”的。
在18至19世纪，随着民主自由思想和世俗思想在欧洲和北美洲的传播，那些中世纪的帝国发现他们很难再保持君王“神权”的光环。但之后由于传媒广告、影音技术、电影、电台等出于商业目的的大众传媒技术的发展，还有公共教育的建立，使得一些政治家和政客发现这也给他们进行个人政治宣传提供了很好的技术条件，这也是个人崇拜在20世纪得以迅速发展起来的原因。个人崇拜因此属于出于政治目的的“宗教形式”。
二战时期是个人崇拜滋生的年代。交戰雙方，无论是以美國、英國、自由法國、蘇聯、中華民國等為主組成的同盟國軍事聯盟，还是以納粹德國、大日本帝國、義大利王國等軍國主義國家為主組成的軸心國集團，其国内都存在着对其国家领导人的强烈个人崇拜。其中有些还在二战后深化，如斯大林、毛泽东、金日成、胡志明、铁托、霍查、小羅斯福、蔣中正、邱吉爾、麥肯齊·金、約翰·科廷、戴高樂等。这些个人崇拜曾在战争中及战后起到过一定的积极作用。但由于其带来的负面影响更为深远，所以受到了当今社会的普遍抵制。
最著名的个人崇拜事例是发生在苏联的对斯大林的个人崇拜，它导致了悲剧性的后果，后被赫鲁晓夫猛烈批判（参见《关于个人崇拜及其后果》）。从其形式、规模和后果上来说，纳粹德国对希特勒的崇拜、法西斯意大利对墨索里尼的崇拜、維琪法國對貝當元帥的崇拜、波蘭對畢蘇斯基與共產主義時期對貝魯特的崇拜、大日本帝国对昭和天皇的崇拜與對東條英機等軍部高層的服從，西班牙之於佛朗哥、葡萄牙之於萨拉查、羅馬尼亞之於喬治烏-德治與尼古拉·齊奥塞斯庫、匈牙利之於拉科西·馬加什、 保加利亞之於季米特洛夫、捷克斯洛伐克之於哥特瓦爾德、越南之於胡志明、寮國之於凱山·豐威漢、蒙古之於蘇赫巴托爾与喬巴山的個人崇拜，中华人民共和国在整風運動與文化大革命時期對毛澤東的個人崇拜、以及台灣在國民黨解嚴前統治之下對蔣中正和蔣經國的個人崇拜，也与拉美的考迪羅崇拜及苏联的个人崇拜类似。其中文化大革命中紅衛兵对毛澤東的個人崇拜、朝鲜对金日成家族成员的個人崇拜等将个人崇拜演化为登峰造极的神化运动。

## 范例

### 歐洲

#### 蘇聯

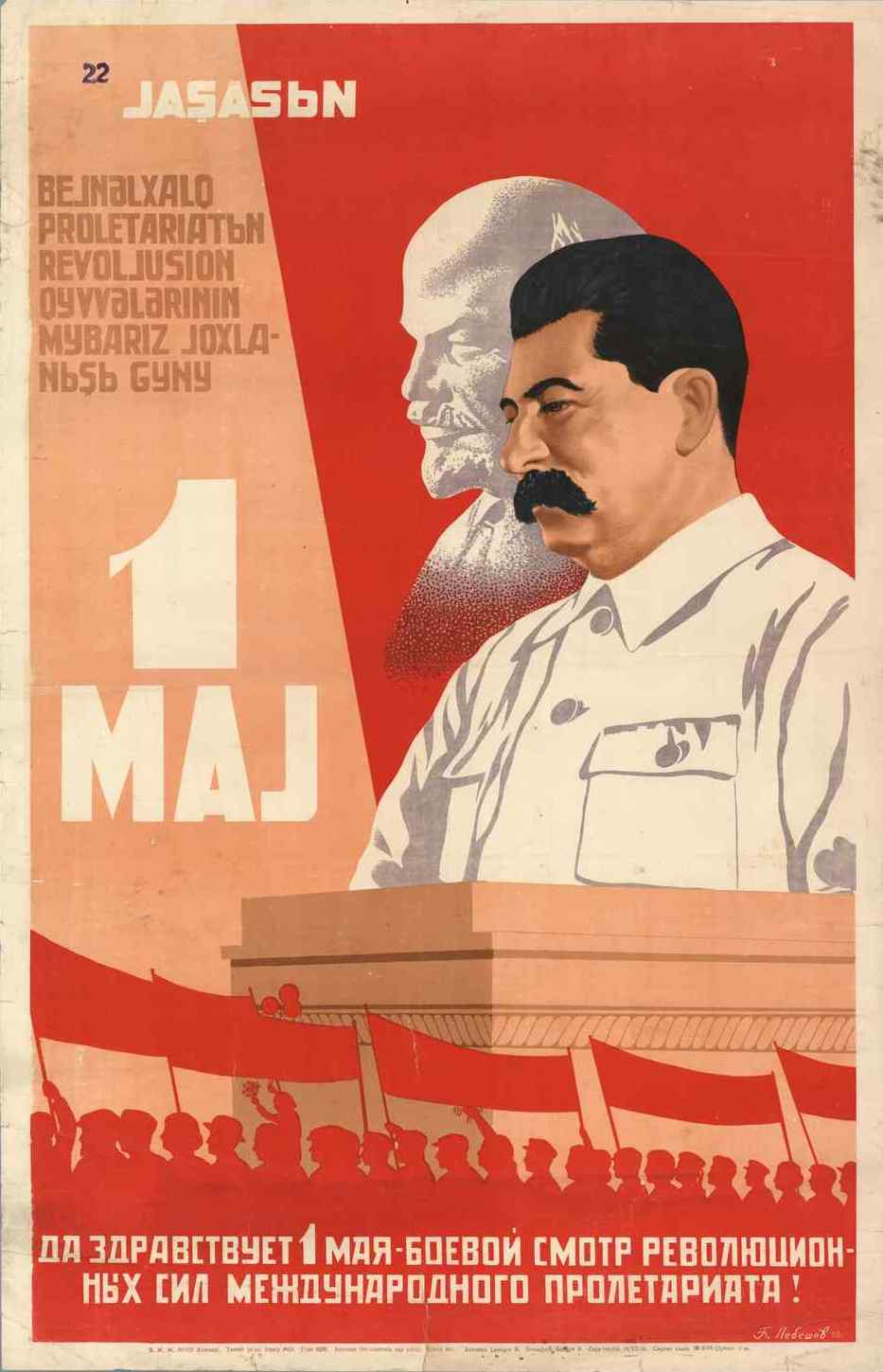
蘇聯加盟共和國亞塞拜然發行的列寧與史達林宣傳海報
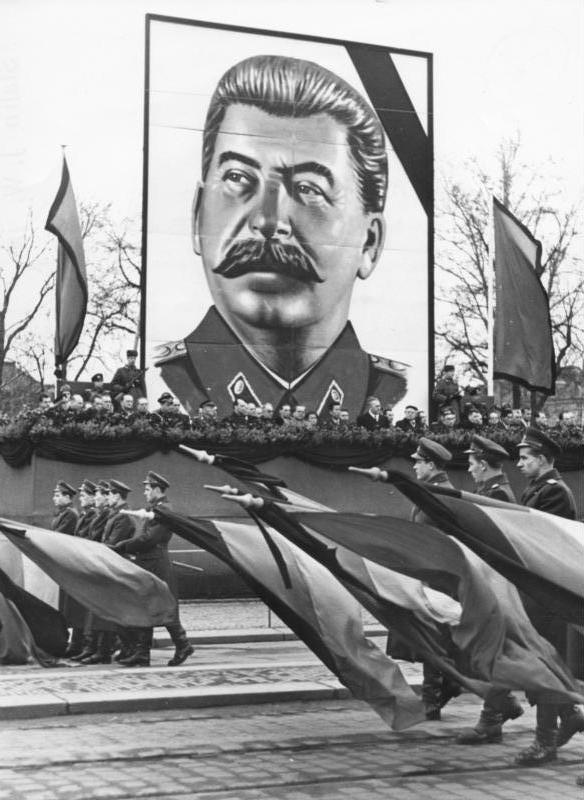
冷戰初期位於東德德累斯顿的斯大林巨型画像
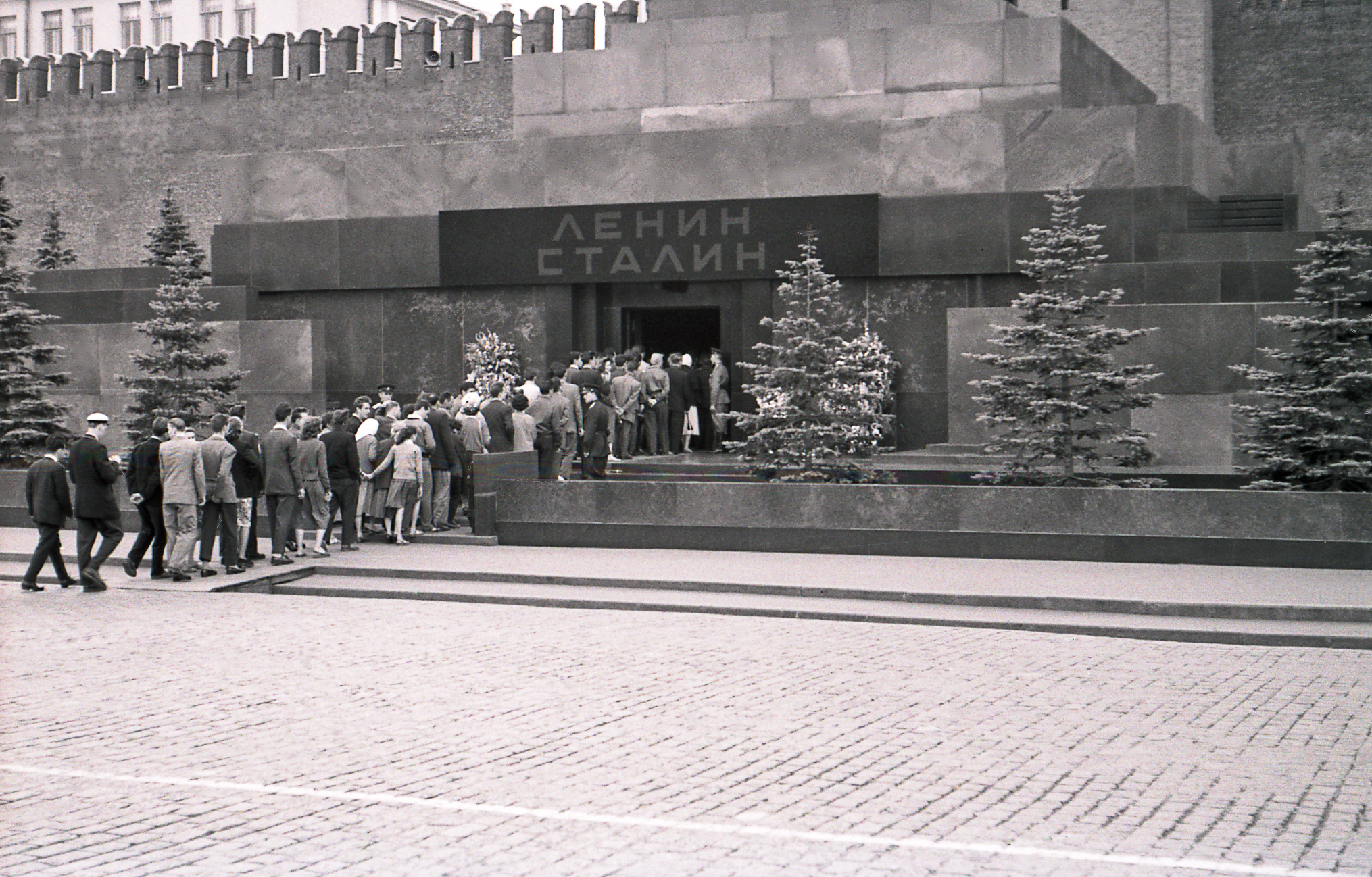
1957年，群眾排隊瞻仰列寧和史達林墓：史達林執意防腐列寧遺體並以水晶棺永久保存，自己身後效尤，成為社会主义国家「水晶棺文化」的鼻祖。
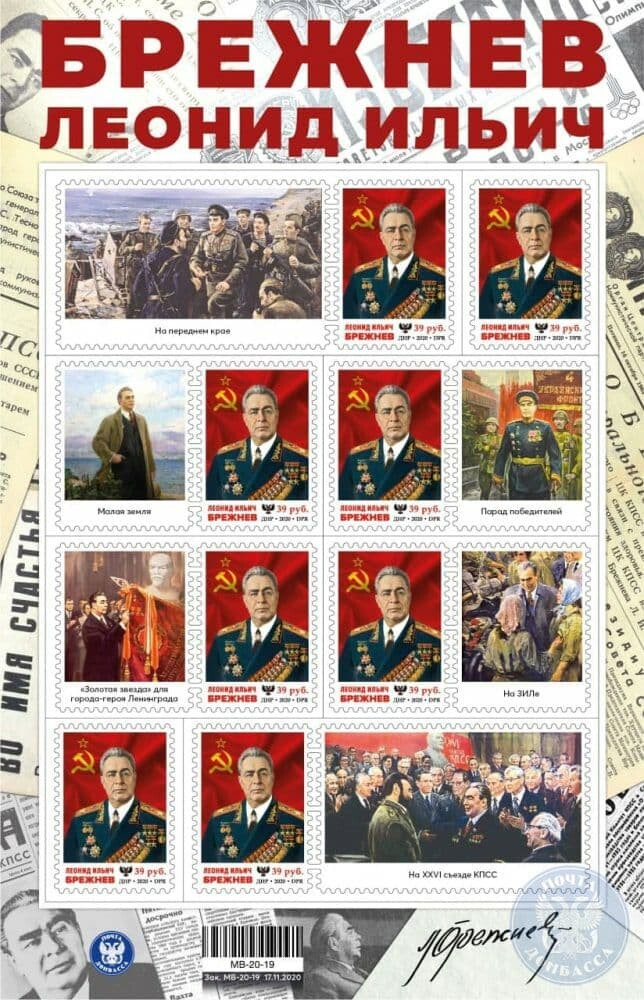
布里茲涅夫紀念郵票
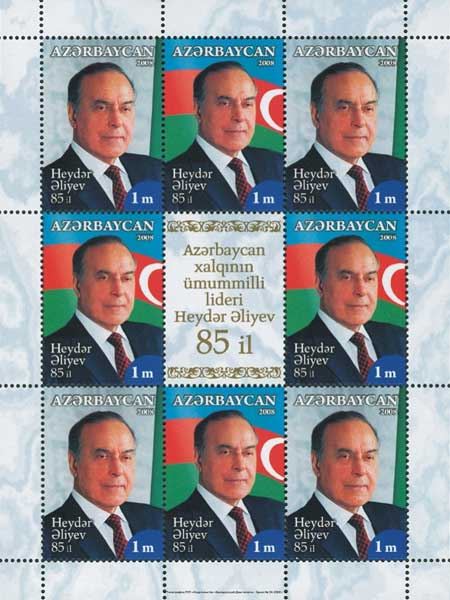
亞塞拜然當局發行的蓋達爾·阿利耶夫紀念郵票。

|                                                | “光荣的坚如磐石的列宁主义者”、“优秀的列宁主义者”、“光荣的、不屈的、伟大的领导人和战略家”。 |
| ——斯大林宣传头衔，联共（布）第十七次党代表大会 |                                                                                            |

蘇聯時期，曾將城市名稱改以蘇共政治人物來命名，如列寧格勒、斯大林格勒，並在前蘇聯各地廣設列寧、斯大林塑像；後來隨著蘇聯解體與東歐劇變影響，各個原蘇聯加盟共和國實施了不同程度的去共產化和去蘇聯運動，其中以波羅的海國家最為徹底。
然而直到現時為止，俄羅斯與部分其他前蘇聯加盟共和國的領導人，例如：阿塞拜疆总统蓋達爾·阿利耶夫與伊利哈姆·阿利耶夫、格鲁吉亚总统加姆薩胡爾季阿與萨卡什维利、烏茲別克總統卡里莫夫與米尔济约耶夫、烏克蘭總統库奇马與亞努科維奇、土庫曼總統尼亞佐夫與别尔德穆哈梅多夫、哈薩克總統納扎爾巴耶夫與托卡耶夫、吉爾吉斯總統阿卡耶夫與巴基耶夫、塔吉克總統拉赫蒙、俄羅斯總統普京與梅德韦杰夫、白俄羅斯總統盧卡申科、车臣共和国总统杜达耶夫與卡德罗夫等大部分曾在蘇聯時期擔任各加盟共和國內的領導職位的現任或前領導人，即使蘇聯瓦解，仍然使用蘇聯時代大力推動個人崇拜的作法塑造個人形象。

#### 罗马尼亚
|                             | “人类的星辰、喀尔巴阡山的天才、思想的多瑙河、工人阶级的英雄、最杰出的无以伦比的战略家、举世尊敬的伟大领袖和政治活动家、抵抗所有敌人的罗马尼亚捍卫者、掌握国家面临所有问题答案的领导人、民族英雄中的伟大英雄、当代世界的杰出人物和光辉战士、杰出的马列主义领袖。” |
| ——尼古拉·齐奥塞斯库宣传头衔 | |

|                             | “罗马尼亚科学进步、世界和平和国际合作的卓越贡献者、党和罗马尼亚的光辉命运的先锋战士、广受爱戴的罗马尼亚人民的女儿” |
| ——埃列娜·齐奥塞斯库宣传头衔 | |

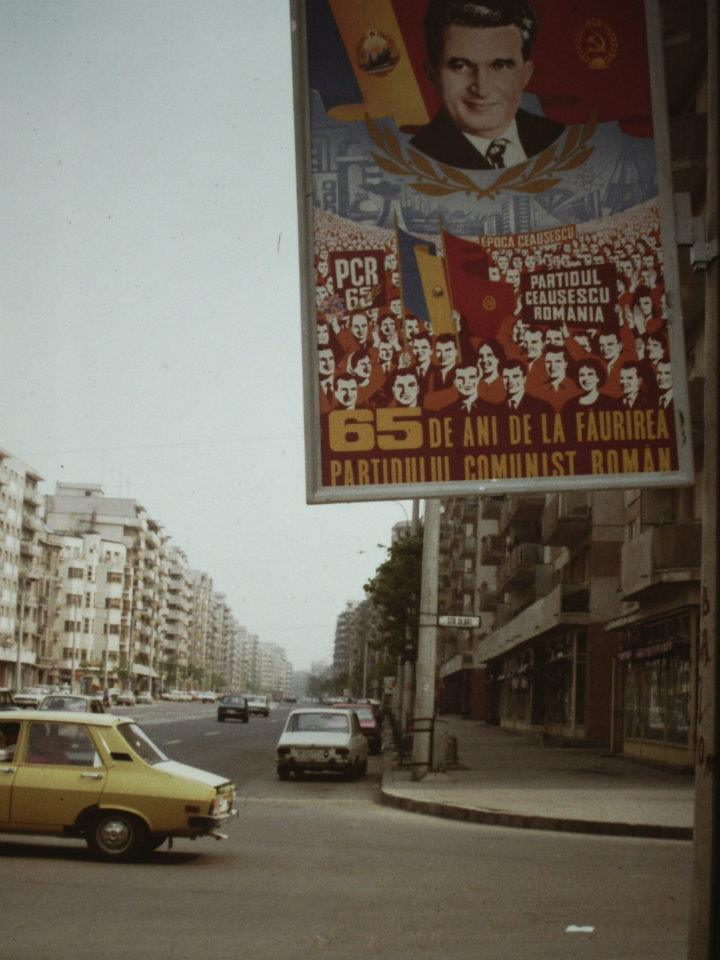
1986年罗马尼亚街头的海报

罗马尼亚共产党总书记尼古拉·齐奥塞斯库在其执政后期推行对他本人和妻子埃列娜·齐奥塞斯库个人崇拜。在其执政期间大量含有个人崇拜内容的歌曲、诗歌和绘画出现在大众媒体上，比如歌曲《英雄齐奥塞斯库，敬爱的领袖》。其生日亦被作为人民普遍庆祝的日子。妻子埃列娜则在宣传中被塑造成在化学领域中具有世界名誉的科学家。“党、齐奥塞斯库、罗马尼亚”这一口号在罗马尼亚也频繁出现。
自1989年羅馬尼亞革命以後至今所有讚美齐奥塞斯库和其妻子有關的物品已被拆除，除了羅馬尼亞人民宮。
齐奥塞斯库用伪造外国皇室贺电的方法来使自己“王室化”，试图向罗马尼亚人证明，是他齐奥塞斯库保持了从图拉真、弗拉德三世、斯特凡三世、勇敢的米哈伊直至卡罗尔一世的罗马尼亚神圣王权的延续性。1989年年初，新华社驻罗记者在罗共维尔恰县委和县政府大楼里看到一幅又大又长的油画，上面画有齐奥塞斯库和罗马尼亚历代王公的肖像，按年代排列，齐奥塞斯库排在第9位，但十分突出。在场的外国新闻官员用讥讽的口吻嘲笑说“看哪，齐奥塞斯库当上了罗马尼亚的国王！”

#### 南斯拉夫

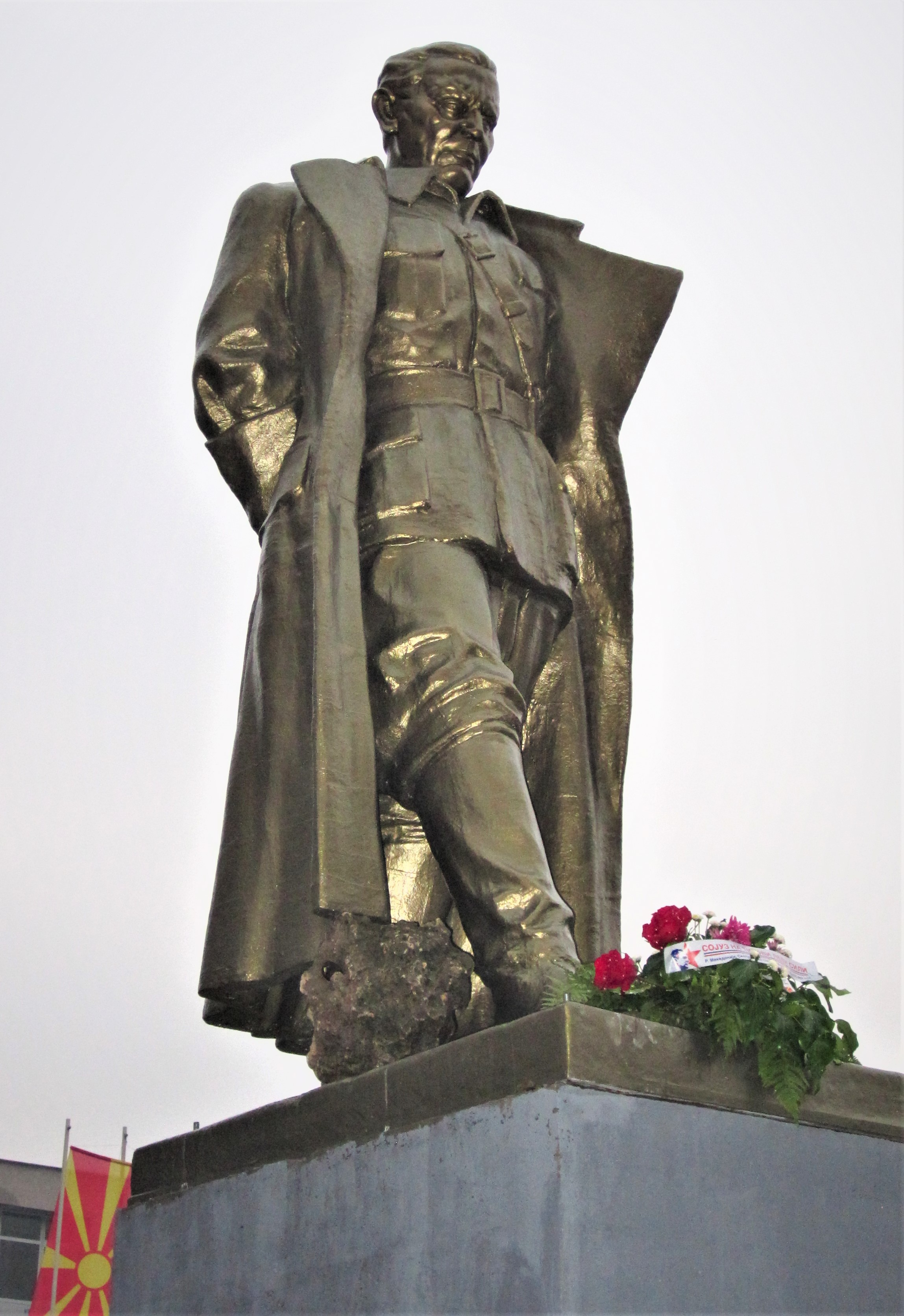
位於北馬其頓的铁托雕像

二戰结束後，南斯拉夫联邦人民共和国成立，而铁托成為南斯拉夫的最高领导人；後來铁托與史達林交惡，全联盟共产党（布尔什维克）將南斯拉夫共產黨逐出共产党和工人党情报局；此后，铁托實行铁托主义，除個人崇拜外，還有以他為名的城市铁托格勒（今蒙特內哥羅首都波德戈里察）。

#### 阿尔巴尼亚

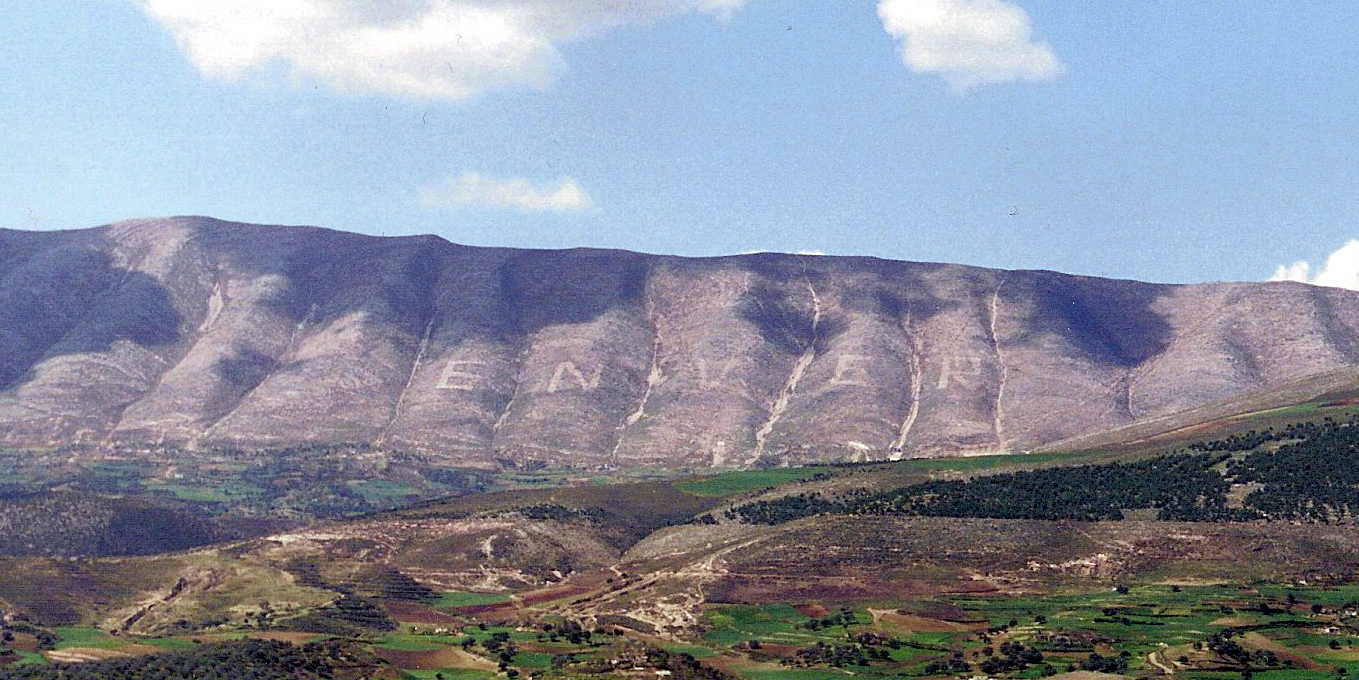
培拉特，刻在山上的“恩維爾”一词（目前該字已拆除）
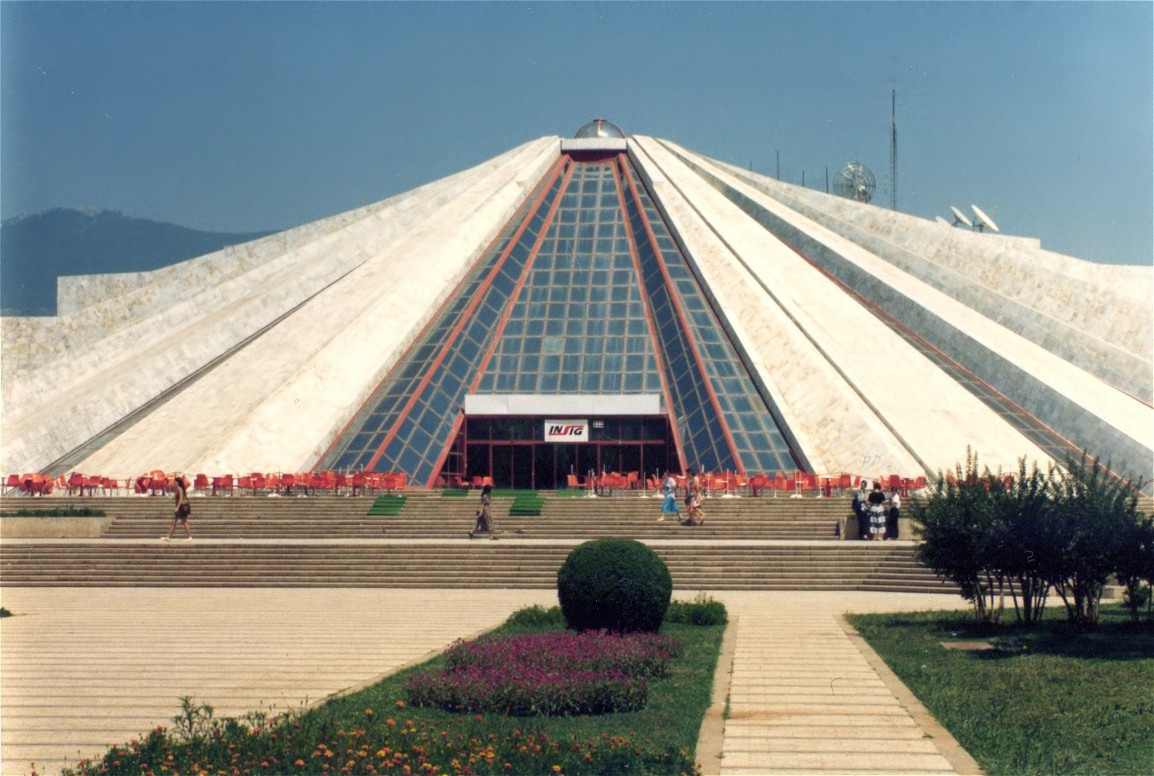
霍查紀念堂（地拉那金字塔，目前金字塔已改建為青年IT和電競館）

阿尔巴尼亚劳动党第一书记恩維爾·霍查掌权期间实行霍查主义，个人崇拜也大行其道，其姓名被广泛用在组织名、标语和宣传品中。他被宣传为阿尔巴尼亚的救星和伟大导师。在阿尔巴尼亚国内修建了关于他的博物馆，全国各地树立了大量带有其语录的宣传牌和他的雕像。在1990年代初阿爾巴尼亞实行民主化和资本主义之後至今所有與恩維爾·霍查相關的個人崇拜象徵物品已被拆除，僅餘下部分霍查執政時期所興建的碉堡，且有不少正等待拆除或用作社區活化用途，例如青年旅館、展覽館。

#### 德国

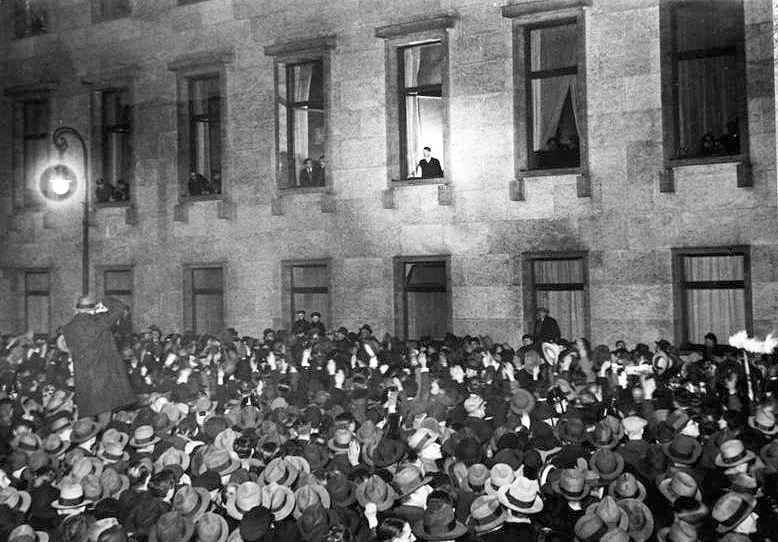
納粹專政時期，希特勒擁有龐大的人氣，受到群眾簇擁、歡呼萬歲
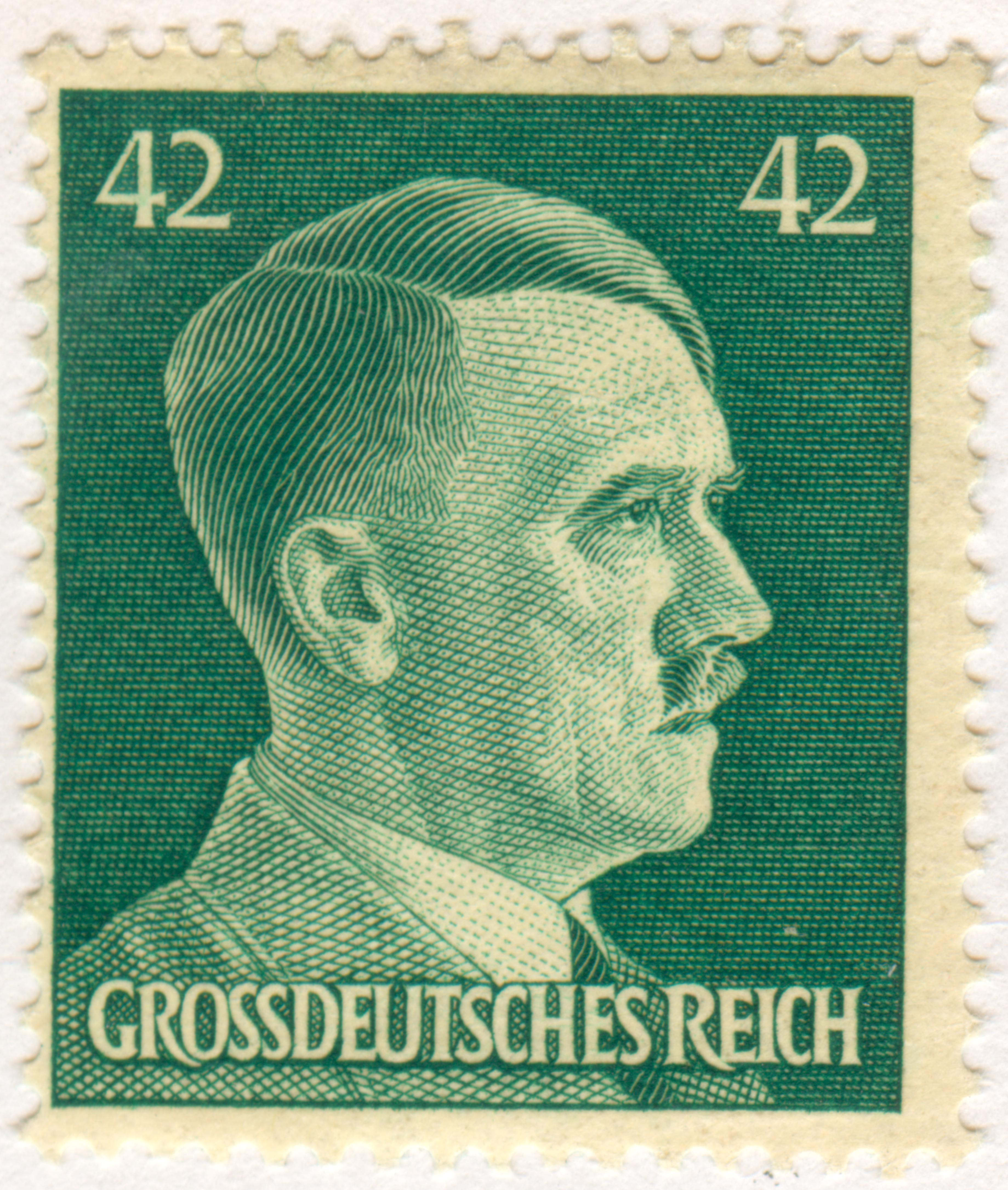
希特勒紀念郵票
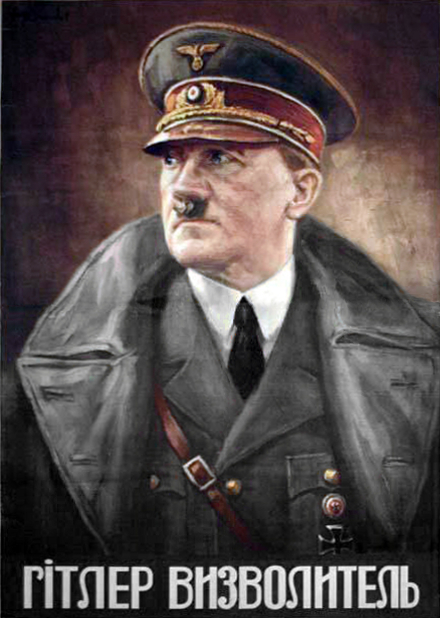
解放者－希特勒宣傳肖像

納粹德國元首希特勒在統治初期，利用其滔滔不絕的雄辯之才和豐厚的國家資源，以及其手下的國民教育與宣傳部部長戈培爾為希特勒一手打造的文宣活動，成功說服了蒙受一戰戰敗陰霾籠罩的德國人民為其死心塌地賣命與效忠，在當時盛行而後來遭德國聯邦法令禁止的納粹舉手禮就成為希特勒塑造個人崇拜的主要特色。
德意志民主共和国（东德）时期受苏联影响，德国统一社会党两任总书记瓦爾特·烏布利希和埃里希·昂纳克两位东德领导人进行个人宣传，在学校和国有单位大量悬挂个人标准像。

#### 其他地區

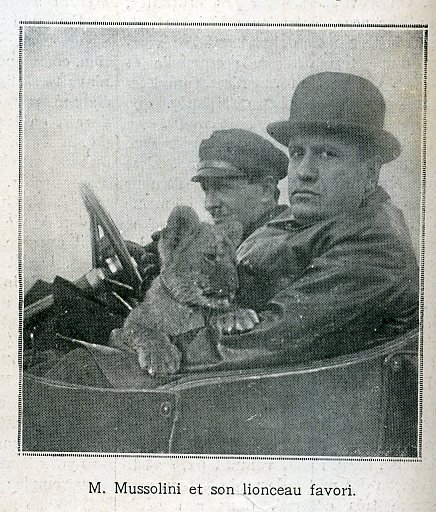
法西斯義大利為墨索里尼與獅子拍攝宣傳照以顯示墨索里尼的英雄形象
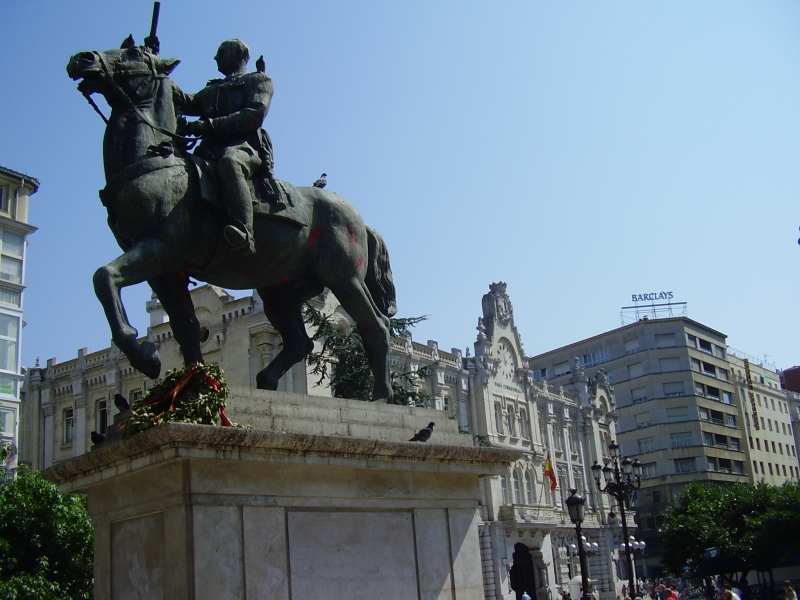
西班牙大元帥佛朗哥銅像
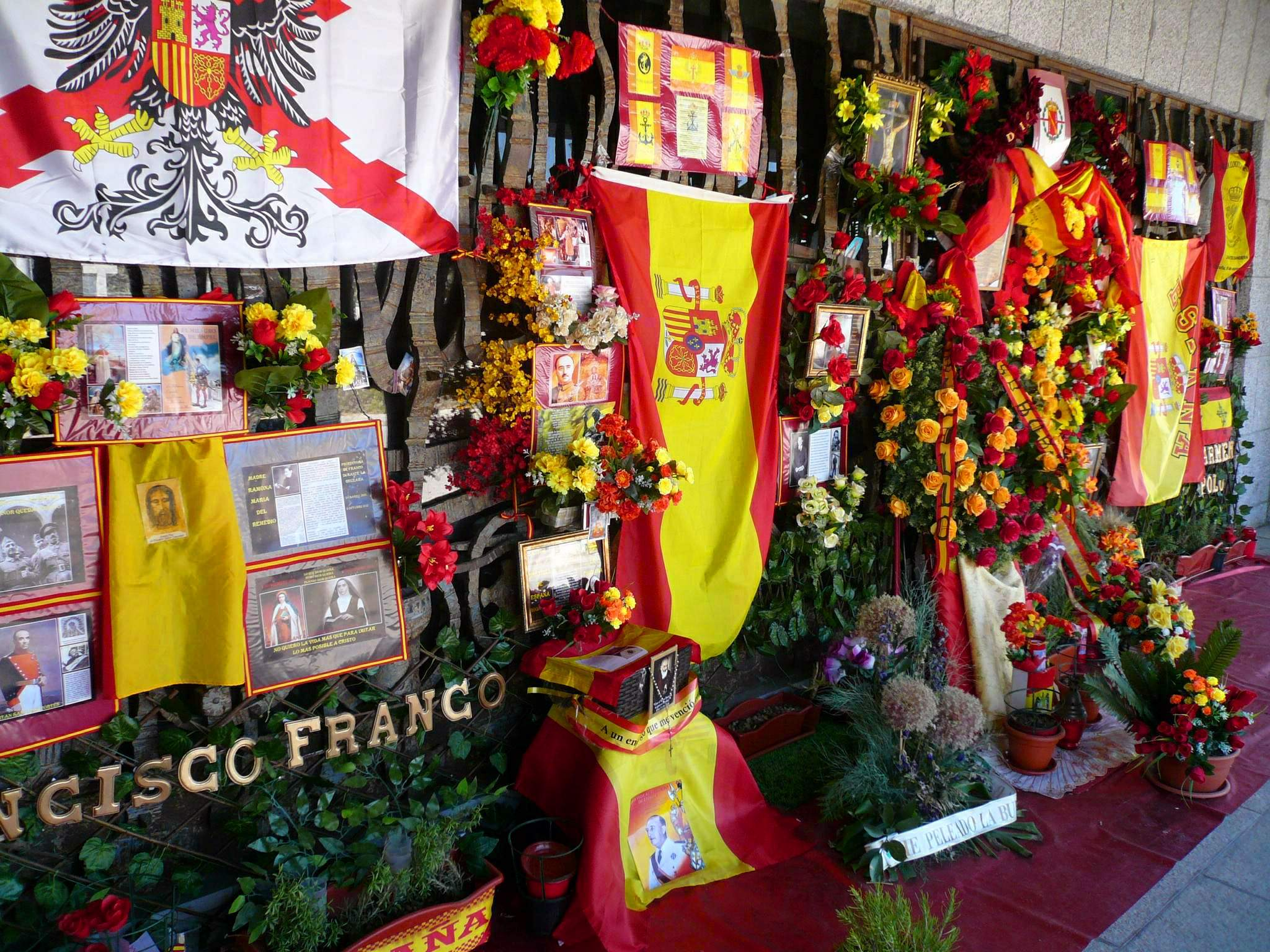
佛朗哥被移出烈士谷後的墓地仍受獲眾多崇拜者的致意
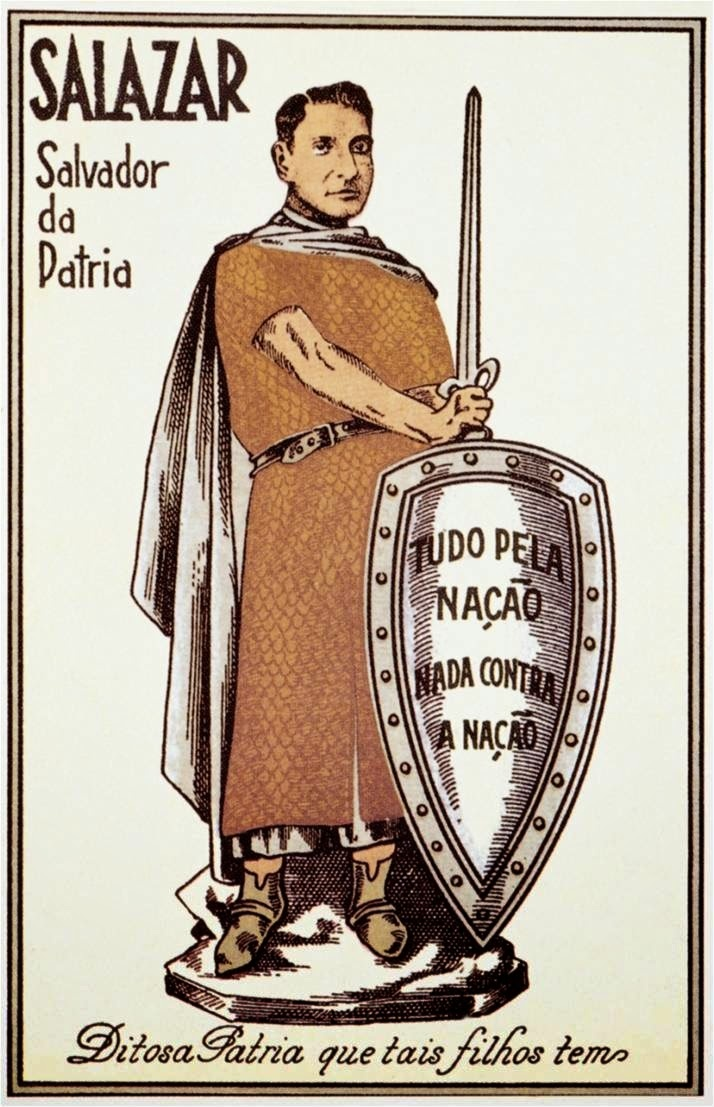
被描繪成君王的薩拉查宣傳畫
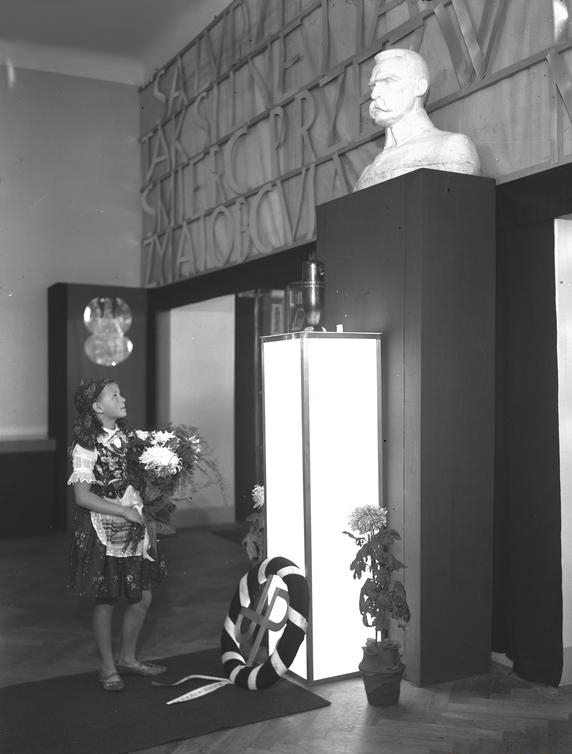
一位波蘭少女在畢蘇斯基的雕像前背詩

法西斯主義國家领袖，如義大利王國首相墨索里尼元帅、西班牙國摄政王佛朗哥大元帅、葡萄牙第二共和国总理薩拉查、斯洛伐克國先驅安德烈·赫林卡和波兰第二共和国总理畢蘇斯基元帅亦採取相同類似的手法進行宣傳。
在佛朗哥及其继承者统治的将近40年的时间里，学龄儿童们被教导说，天意派遣佛朗哥来使西班牙摆脱混乱、无神论和贫穷。

### 東亞和东南亚

#### 中華民國

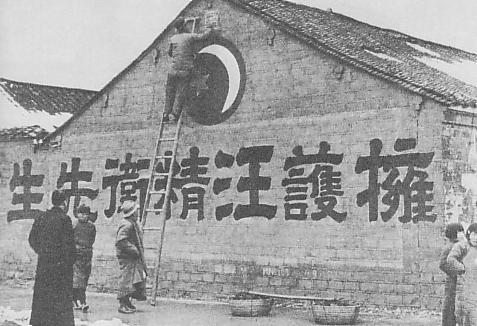
圖為二戰期間，當時南京國民政府“拥护汪精卫先生”的宣传标语。
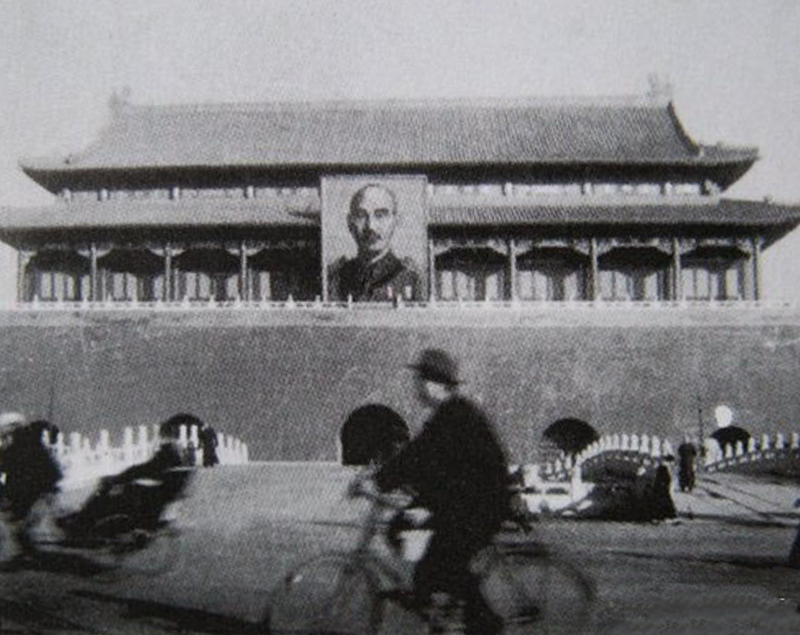
悬挂在天安门的蒋中正像
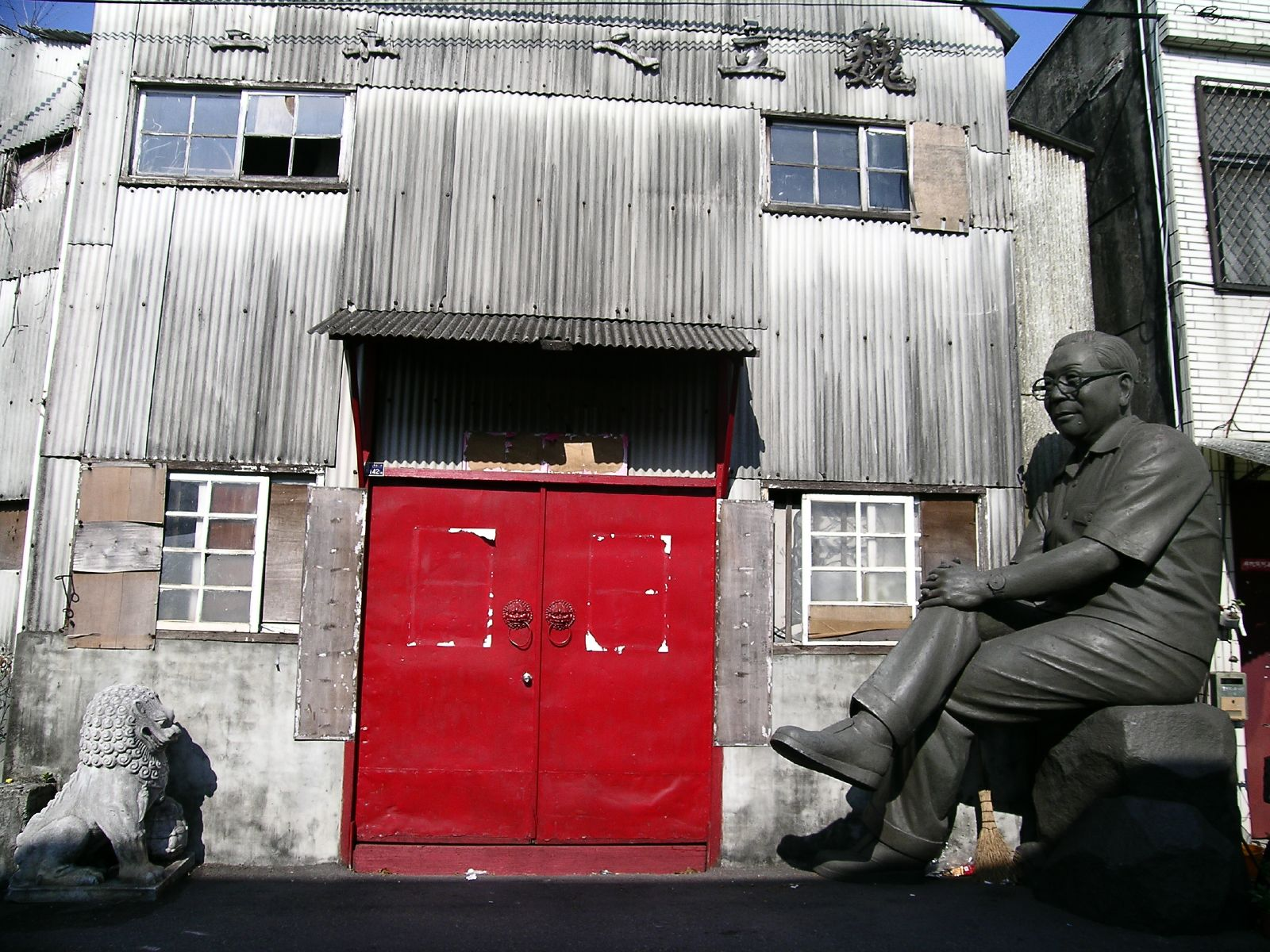
民宅邊的蔣經國雕像

|          | 領袖萬歲！領袖萬歲！我們永遠跟您走！我們永遠跟您走！ |
| ——領袖頌 |                                                      |

|                    | 總統 蔣公，您是人類的救星，您是世界的偉人。 |
| ——蔣公紀念歌第二版 |                                             |

|                    | 翳惟總統，武嶺 蔣公，巍巍蕩蕩，民無能名！巍巍蕩蕩，民無能名！ |
| ——蔣公紀念歌第一版 |                                                               |

|                                                                | 祥钟武岭 天纵哲人 允文允武 大智大仁 拨乱反正 伐暴救民 庙算默运 万类陶均 开来继往 震古烁今 反共先知 寰宇同钦 东亚堡垒 四海归心 法天行健 全面革新 发展经建 擢用才骏 丰裕农村 富国利民 慎谋能断 处变不惊 庄敬自强 日新又新 伸张正义 摧毁妖氛 胜利在望 禹甸同春 恭逢大髦 天惟德亲 亿仗欢呼 虔颂嵩辰 |
| ——1972年蒋中正85周岁生日，龙应台在成功大学祝寿大会所念祝寿颂词 | |

近代以来，中国开始逐步向民族国家的过渡，孙中山1925年去世后，中国国民党为强化统治合法性，宣传国民党自身和其政治理念，在全国范围内推动了“孙中山崇拜”，将孙中山推举为“国父”，将其逝世纪念日定为植树节，在全国各地开建中山公园，并以“中山”两字命名街道，使孙中山成为中华民国这个新生国家的符号与象征。但“国父崇拜”并非自下而上自然产生的英雄崇拜，是由刚北伐成功實施訓政的中国国民党所发动的，具有明显的政治目的，随后出现的傀儡政權汪政權對汪精衛的崇拜以及戰後海峽兩岸对於蒋中正和毛泽东的个人崇拜可以说皆肇端于此。
汪精卫作為孫中山的同鄉與親信，曾最早被視為是孫的接班人。蔣中正崛起後，汪與蔣反目，國民黨內派系分裂。1940年，汪兆銘以「曲線救國」的主張投靠日本建立汪精卫国民政府，於控制區內仿照重慶的蔣中正大搞個人崇拜。
台湾在蔣中正的时期，就延续了其在统治大陆时期的个人崇拜政策，当时蒋的生日10月31日被视为全国性节日必須庆祝，台湾的國民小學国文课本当中就有大量称颂蒋中正為“中華民族的救星”、“創造時代的巨人”之類的文章，以及宣揚其“爱国”、“忠勇”、“孝順”、“自强不息”、“力爭上游”、“不怕劳苦”、“伟大”的课文，而且这些课文为了表达对蒋中正的敬意，在蒋总统之前都使用挪抬（空一格）。1949年之前的中国大陆以及之后的台湾都曾有大量道路和学校以“中正”命名，蔣中正在1974年10月31日生日时更仿效中国大陆发行毛主席像章的做法发行“蒋总统万岁”徽章让台湾民众佩戴。
在1987年台湾解除戒严后，对蒋中正的个人崇拜逐渐开始淡化。
2000年民主進步黨執政後，推行去蔣化政策，在全臺灣逐步拆除大部分蔣中正銅像。此後，不時發生破壞蔣中正銅像的事件。2015年2月底至3月初，全台各地又發生多起破壞或汙損蔣銅像事件，創歷年新高紀錄。
2003年，總統陳水扁視察空軍443聯隊，官兵戴著「扁帽」載歌載舞歡迎；2005年，海軍艦令部復刻陳水扁官田老家模型；同年，空軍443聯隊又合成陳水扁五星上將軍裝大型海報；空軍499聯隊則抽調500位官兵，為迎接陳水扁編隊練唱、管制休假，最後因傳出「總統大怒」而取消。2006年，陳水扁陷入倒扁危機時，憲兵學校讓學生列隊鼓掌齊喊「大帥哥，大帥哥，總統總統大帥哥；巧克力，巧克力，你是我的巧克力」。以上舉動被認為具有個人崇拜意味。2007年以來，作為紀念二二八事件和修築紀念碑的延伸，台灣大地文教基金會於南投縣草屯鎮匏仔寮由楊緒東籌立台灣聖山－生態教育園區 （页面存档备份，存于），首創「台灣神道」信仰、興建「台灣神社」，用於奉祀被神格化為「台灣神」的已故台獨運動先驅。
2019年，韓國瑜因在2018年九合一選舉中一鳴驚人，高票贏得高雄市市長，創造出令人刮目相看的「韓流神話」和「救世者」光環，讓韓獲得參選總統的資格。韓國瑜獲得大量的支持者（通稱「韓粉」）力挺，其支持者們更不惜一切代價於網際網路甚至公共場合強烈為韓宣傳，並嚴厲攻擊、謾罵一切對於韓國瑜的否定言論。每一場造勢及主辦活動韓辦皆宣稱有數百萬人以上參與或響應。即使韓國瑜本人曾公開表態反對個人崇拜，但輿論中仍持續出現將韓國瑜媲美為「庶民總統」、「國民黨與中華民國的救星」、「新時代的新領袖」、「兩蔣再世」的言論，引發爭議。強烈支持韓國瑜的中天新闻台對韓國瑜歌功頌德，報導韓國瑜相關新聞的比例高達88%，什麼都能當主題，連韓國瑜英文名字“丹尼爾”也拿來跟007主角比一比，字幕跑馬燈5分鐘至少20條有關韓國瑜的新聞。韓粉在台灣各地建立“土包子基地”，作為“挺韓”的聚會交流地點，主辦者自稱“土包子團長”；基地舉辦「寒國魚庶民總統宴」，提供「穿云箭串烧」、「冻蒜米糕」、“土包子蛋糕”、“Q版賣菜郎甜點”等食物让韩粉吃到饱；在眾人分批齊聲高喊支持韓國瑜口號後，開始分享食物，並交流挺韓經驗；會場內販售点常設「韓國瑜文創小物」，有「韓語錄」撲克牌、「韓詩三百首」書籤等挺韓紀念品；還進行南北韩粉大串联，在基地裡举办卡拉OK餐会。2020年1月11日夜，大選最終結果出爐，韓國瑜競選總統失利，以265萬多票的差距落敗。即便如此，仍有支持者認為韓國瑜是「英雄」、「應接任國民黨主席」、「沒有『韓總統』，中華民國就亡了」、「年輕人自食惡果」，甚至認為中選會選舉舞弊，欲以控告。同年6月6日，針對高雄市市長的罷免案通過，韓國瑜被罷免下野，再次引起其支持者的不滿，揚言發動一系列的報復性罷免活動以反擊泛綠執政當局。
2021年1月15日，總統蔡英文視察54工兵群，官兵跟蔡英文拍照，稱之為「愛的合影」，司儀說「我喊啾咪，你們比愛心，啾咪請看鏡頭」，拍完照後，官兵頻頻齊喊「總統我愛你」，並在「一想到你啊，就讓我快樂」的歌聲下，扭腰擺臀簇擁蔡英文離去；此次54工兵群邊唱、邊跳、邊恭送總統的行為，超乎常理的熱情，不只嚇到現場媒體，民眾更是傻眼，有網友還直接拿朝鮮最高領導人金正恩勞軍的畫面來做對比。2月4日，蔡英文到高雄市阿蓮區視察陸軍裝甲第564旅，軍方安排戰技操演後，軍官下令士兵向蔡英文彎腰鞠躬，引起爭議。
2024年9月，臺灣民眾黨主席柯文哲身陷京華城案與政治獻金案遭羈押禁見期間，民眾黨籍立委陳昭姿和吳春城於聲援柯文哲的挺柯大會上分別將柯文哲稱譽為「示現菩薩」和「臺灣曼德拉」，被認為有「神格化」政治領袖的嫌疑。

#### 中華人民共和國

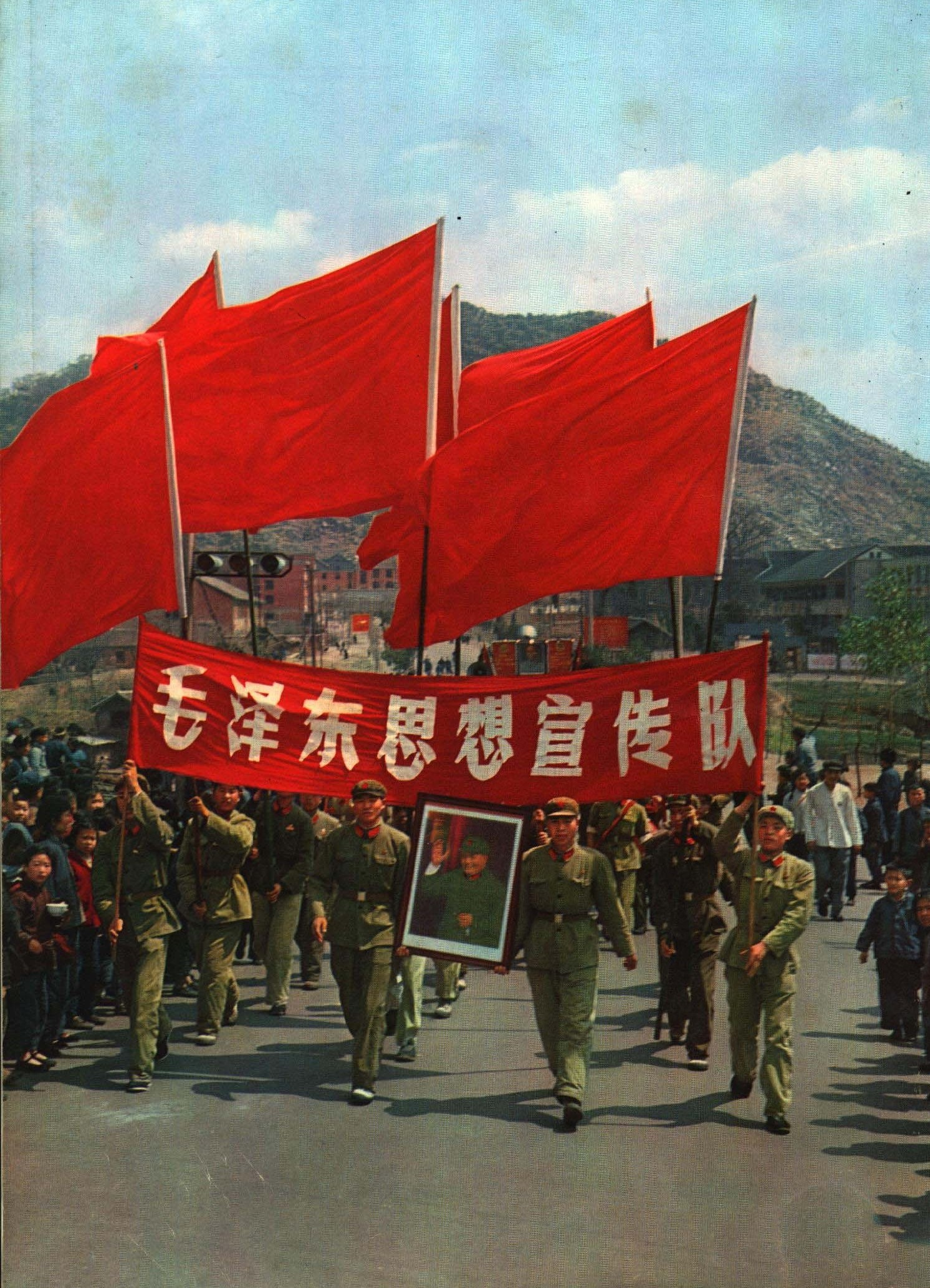
文革期間的毛泽东思想宣传队
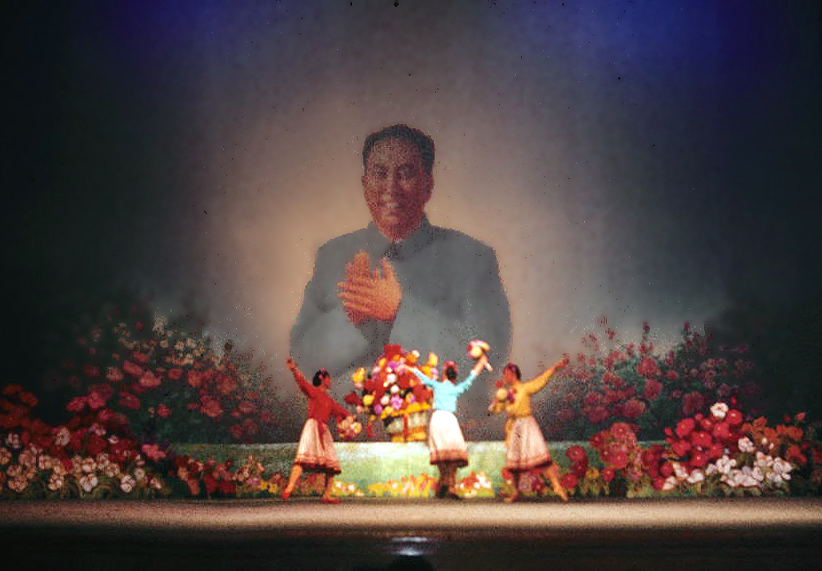
芭蕾舞劇《將花獻給華主席》
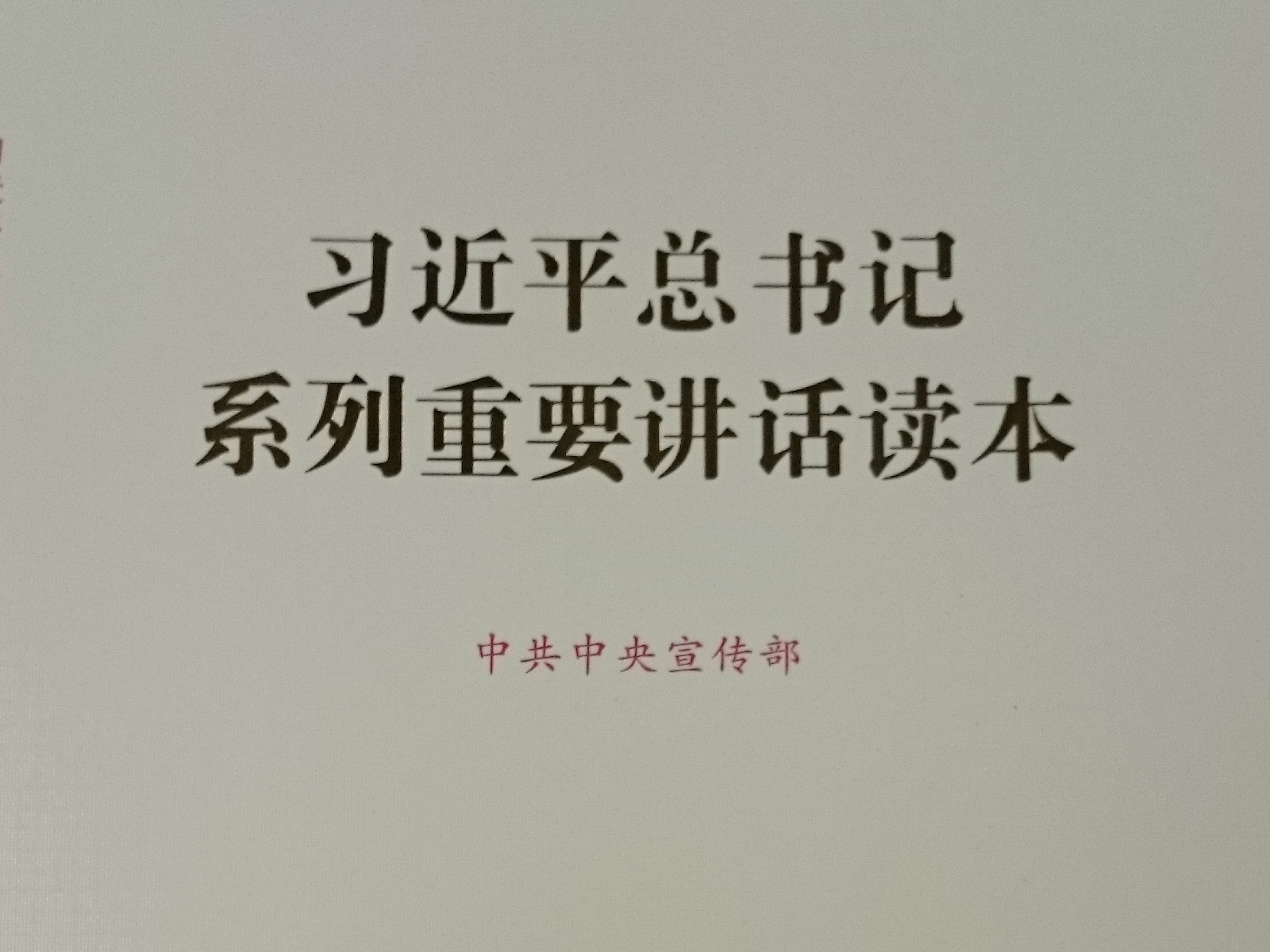
被外界視為「習語錄」的著作

|                                  | 爹親娘親不如毛主席親 |
| ——《天大地大不如黨的恩情大》歌詞 |                      |

|                              | 敬愛的毛主席， 你是我們心中的紅太陽， 我們有多少貼心的話兒要對你講， 我們有多少熱情的歌兒要給你唱， 千萬顆紅心向著北京， 千萬張笑臉迎著紅太陽， 敬祝領袖毛主席萬壽無疆！ |
| ——《敬祝毛主席萬壽無疆》歌詞 | |

|                      | 全世界人民心中最红的红太阳，伟大的导师，伟大的领袖，伟大的统帅，伟大的舵手毛主席万岁！ |
| ——文化大革命时期口号 |                                                                                        |

|                  | 新时代的领路人、开创性的领导人、伟大斗争中形成的党的核心、为人民谋幸福的勤务员、有担当的国家改革发展战略家、重塑军队和国防的统帅、国际舞台上的大国领袖、新时代现代化建设的总设计师 |
| ——习近平宣传头衔 | |

毛泽东的个人崇拜始于1945年的延安整风（中共七大時由劉少奇樹立毛澤東主義作思想指标）。1957年毛泽东号召党内外民主党派对中国共产党的领导工作中的缺点提出意见。其中一些意见认为，中国共产党实行一党专政对中国不利，建议在中国实行多党政治。这一行为被毛泽东宣布为右派向黨进攻，是政治阴谋。有人认为毛泽东鉴于苏联的赫鲁晓夫对斯大林的个人崇拜及其后果提出的尖锐的批评，对于自己的地位有所担心。
1957年，通过反右运动，在三年困难时期后，毛泽东曾经退居二线，较少出现于公众视野。1966年文化大革命开始后，国家主席刘少奇、中央书记处负责人邓小平、中共中央副主席陈云等领导人相继被打倒，毛泽东與江青等四人幫的个人崇拜达到了登峰造极的地步。在中国大陆的文化大革命中，所有的文章，包括科学论文，都要包含依据来自《毛主席语录》的引言，而所有来自毛泽东的话在书中都是用黑体突出表示。毛澤東時代結束前後，除了國家的門面天安門掛著毛澤東畫像以外，當局並在天安門廣場中央建立毛主席紀念堂，內有毛澤東遺體的水晶棺供人瞻仰遺容。
1976年毛泽东去世后，他的继承人华国锋接任中国共产党中央委员会主席后继续推动对毛澤東的神化工作，同时开展了对华国锋本人的个人崇拜，其画像随处可见，直到1978年12月召开中共十一届三中全会为止。1981年的中共十一届六中全会鄧小平與胡耀邦起草发表《关于建国以来党的若干历史问题的决议》，对毛泽东的历史地位重新作出了评价，毛澤東和華國峰的畫像塑像銅像不久後絕大多數都被移除。此後，中共中央改以塑造毛澤東與周恩來、朱德、劉少奇、鄧小平、陳雲六人並列為集體開國領袖的形象。1982年召开的中国共产党第十二次全国代表大会在中共党章中加入了“党禁止任何形式的个人崇拜。要保证党的领导人的活动处于党和人民的监督之下，同时维护一切代表党和人民利益的领导人的威信”的内容。

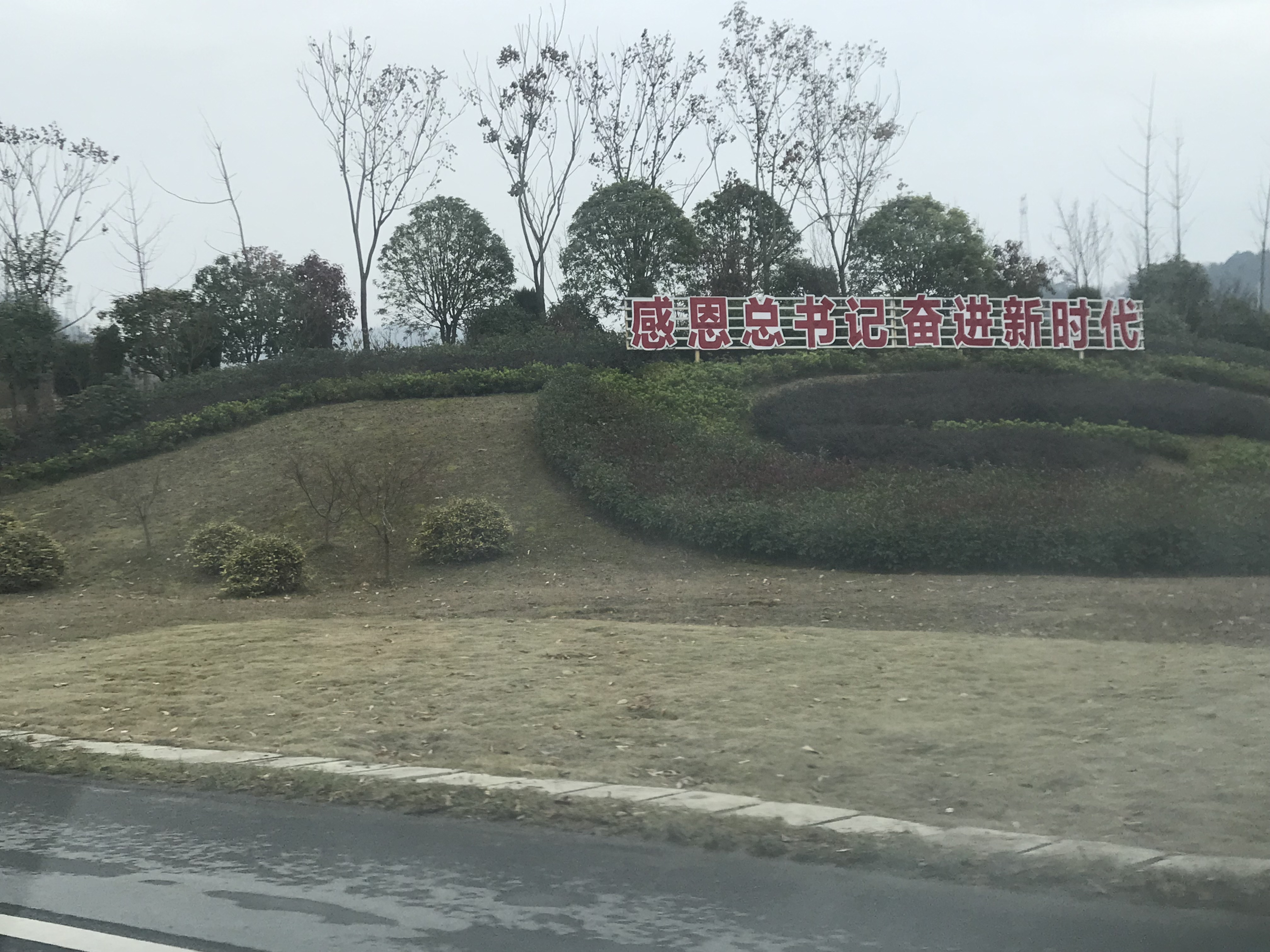
浙江省杭州市淳安县内悬挂由时任县委书记黄海峰所作标语：「感恩总书记 奋进新时代」，以纪念习近平于中共十九大后寄给县内下姜村的首日封

2012年秋的中共十八大后，习近平当选中国共产党中央委员会总书记一职，成为中国第五代最高领导人。习近平上台后借反腐打贪清除了包括周永康、郭伯雄、徐才厚、孙政才、令计划等在内的政敌，建立起自己的个人权威。中共媒体随后为习近平的个人形象宣传，先后有“学习粉丝团”、《领导人是怎样炼成的》、《习近平总书记系列重要讲话读本》、“学习强国”移动应用程序等出现，被认为是中国出现“习近平个人崇拜”之表现。
2017年中共十九大召开前后，官方对习近平的个人宣传达到文革以来的最高点，称他为全党拥护、人民爱戴，当之无愧的伟大领袖，甚至以“新时代的领路人”、“开创性的领导人”、“伟大斗争中形成的党的核心”、“为人民谋幸福的勤务员”、“有担当的国家改革发展战略家”、“重塑军队和国防的统帅”、“国际舞台上的大国领袖”、“新时代现代化建设的总设计师”来称呼习近平，地位直逼拥有“四个伟大”（注：即“伟大的导师、伟大的领袖、伟大的统帅、伟大的舵手”）的建国领袖毛泽东。
全国哲学社会科学规划办公室公布的《2017年国家社会科学基金年度项目立项名单》中，3193个项目中仅以“习近平总书记”开头的就有48个。
中共十九大确立习近平核心体制之后，官方媒体又掀起了对习近平的新一轮个人崇拜热潮，称呼他为国家的掌舵者，人民的领路人。并且以核心领航新时代，统帅掌舵新征程为主题，来报导全党、全军、全国各族人民对他当选的坚决拥护与对领袖的爱戴之情，显示他是众望所归、民心所向的伟大领袖。同时，中国人民解放军北部战区有部队印制《习主席语录》，其样式几乎与《毛主席语录》大致相似，目录也显示中国梦、强军目标、反腐倡廉等内容。另外在2017年11月亦有浙江工业大学化工学院曾印制过“我最喜爱的习近平语录”小册子。2022年中共二十大將確立習近平絕對領導地位的「兩個確立」寫入《中國共產黨章程》，習近平被官方宣傳為「人民領袖」。

#### 朝鲜
|                                                    | 拥戴全民族和全世界敬仰的伟大的金日成同志为永恒的领袖，这是我国人民最大的光荣、骄傲和子孙万代的幸福。 |
| ——《伟大的金日成同志是我们党和我国人民永恒的领袖》 | |

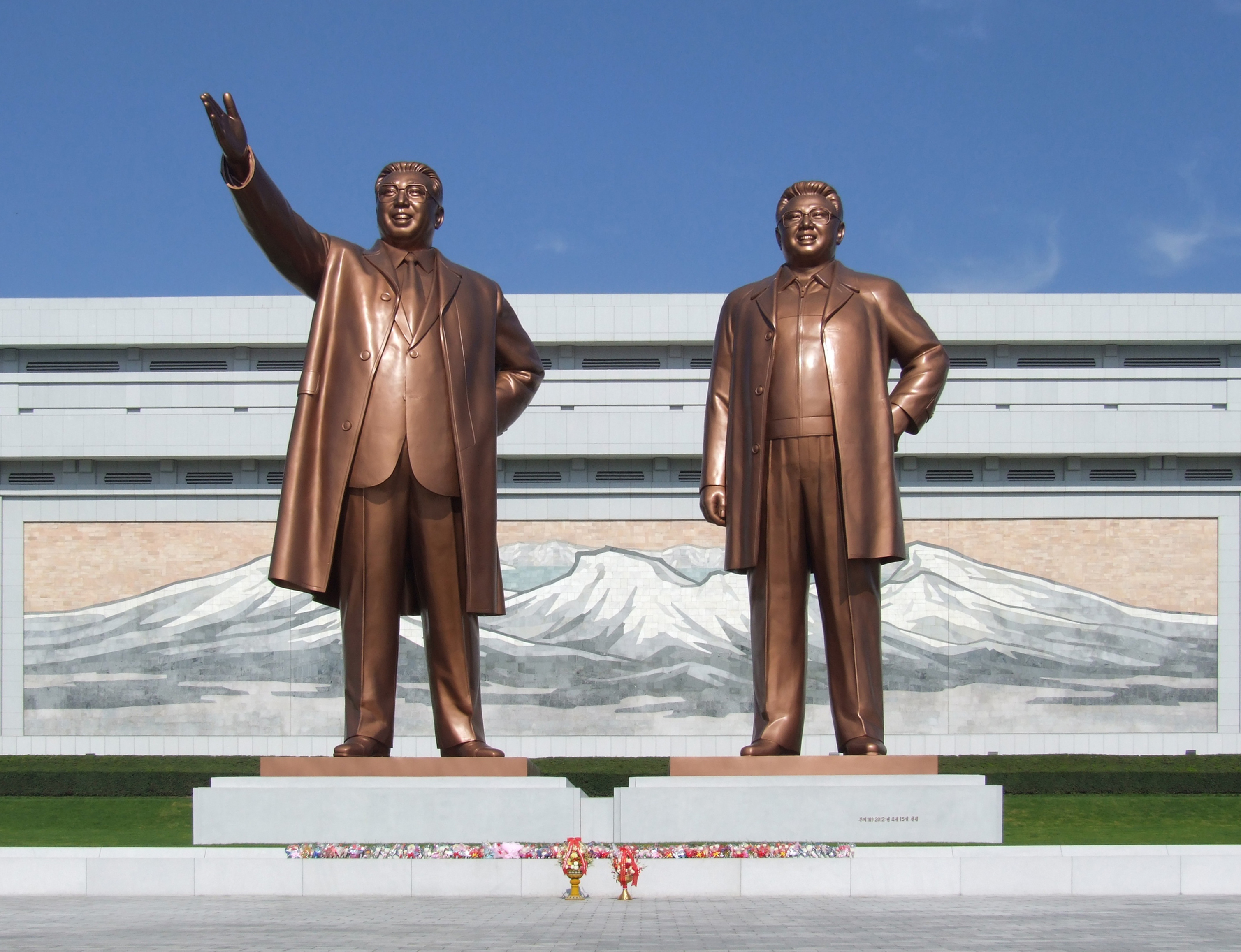
平壤萬壽臺大紀念碑廣場上的金日成（左）、金正日（右）父子像

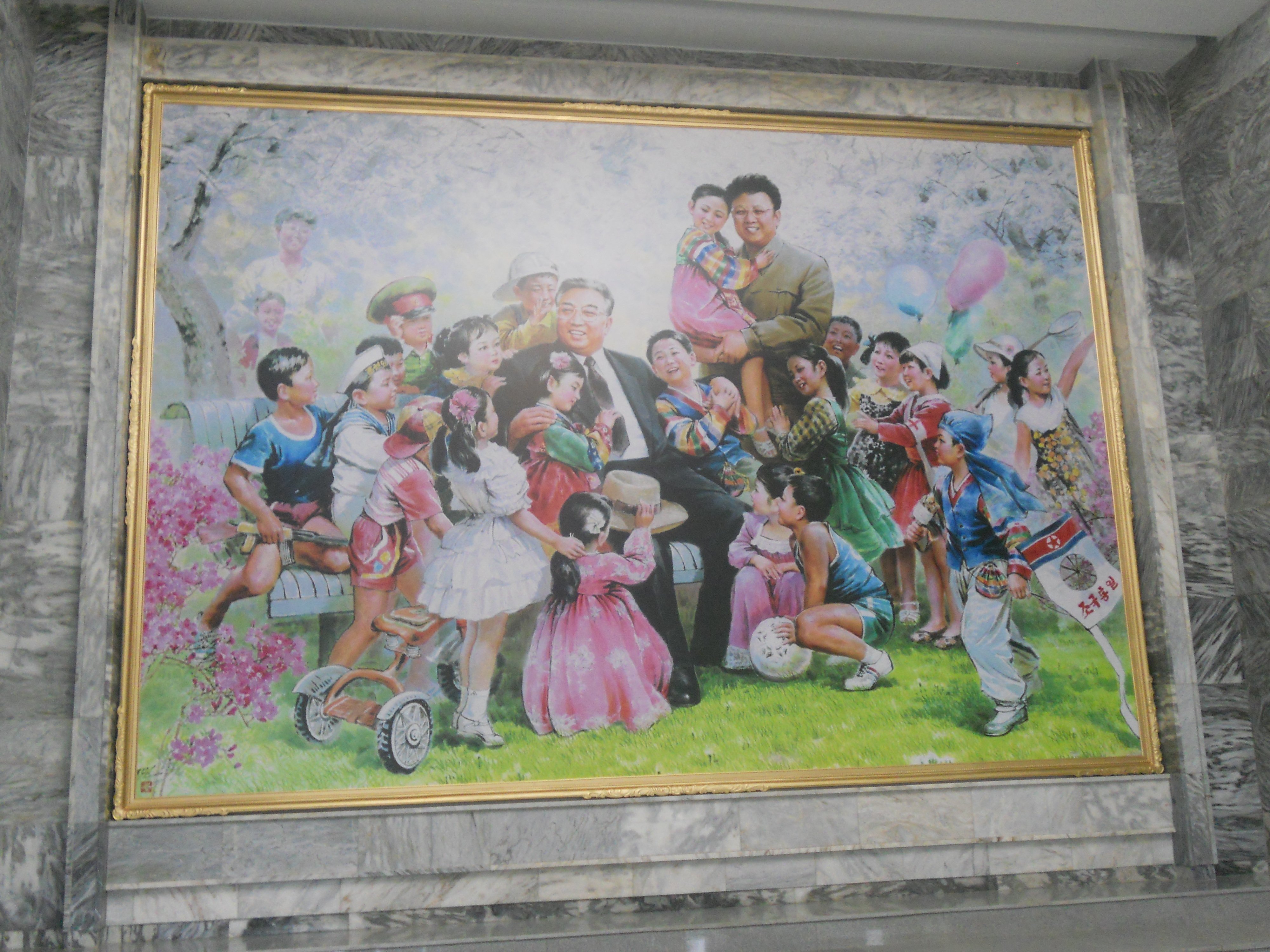
描繪朝鮮幼童簇擁著金日成、金正日父子的宣傳畫

1948年朝鮮民主主義人民共和國成立後，開國者金日成向來被朝鮮國民以「太陽」（태양）、「慈父」（어버이）、「慈父领袖」（어버이 수령）等敬稱，彰顯其至高無上的地位與成就，並在各地繪製金日成肖像或建立金日成雕像；而金日成的紀念歌曲則常態性的在朝鮮中央電視台播出。1994年金日成46年的执政生涯畫下句點，並由其子金正日繼位，確立金日成的「主體思想」、「先軍政治」等國策，更追授金日成為「共和國永遠的主席」，同時創立「主體曆」（以1912年金日成誕辰為主體紀元元年）。而金日成死後，當局為其建立了「永生塔」做為紀念，並下令在各地興建縮小版的永生塔，讓朝鮮國民能無時不刻的感受到金日成的存在，至於金日成生前的官邸錦繡山議事堂則被用作停放保存金日成遺體水晶棺的地點，更名為錦繡山紀念宮。
然而金正日則擴大實施並強化对自己的個人崇拜，除了大量播送金正日將軍之歌等称颂其本人的歌曲外，電視字幕、出版品、文宣、官方文書、手機簡訊、網頁等文字媒介，凡是提到金日成或金正日姓名皆必須以粗體顯示；金正日和金日成的誕辰日（「太陽節」）也一同被定為法定假日加以大規模慶祝。朝鮮官方也編纂了一連串金正日的神話故事。
2010年金正日「欽定」其三子金正恩成為其後繼接班人，並授予金正恩為朝鮮人民軍大將，當局也為金正恩量身打造了一連串的宣傳活動、宣傳歌曲、宣傳肖像與影帶。
2011年12月19日，當局對外發布了金正日的死訊，其遺體也被永久保存於錦繡山紀念宮，當局為紀念金正日，贈予其為「朝鮮勞動黨永遠的總書記」，錦繡山紀念宮再次更名為錦繡山太陽宮並確立了光明星節，當時各地除了舉辦金正日的遙祭儀式外，同時朝鮮勞動黨正式由金正恩接班，並由金正日妹妹金慶喜與夫婿張成澤，以及人民軍總參謀長李英浩等與金正日關係密切的中央黨政軍要員在旁輔佐；而朝鮮黨中央則在金正日死後宣佈「全體國民與黨政軍全力擁護與服從金正恩同志的領導」。

#### 越南

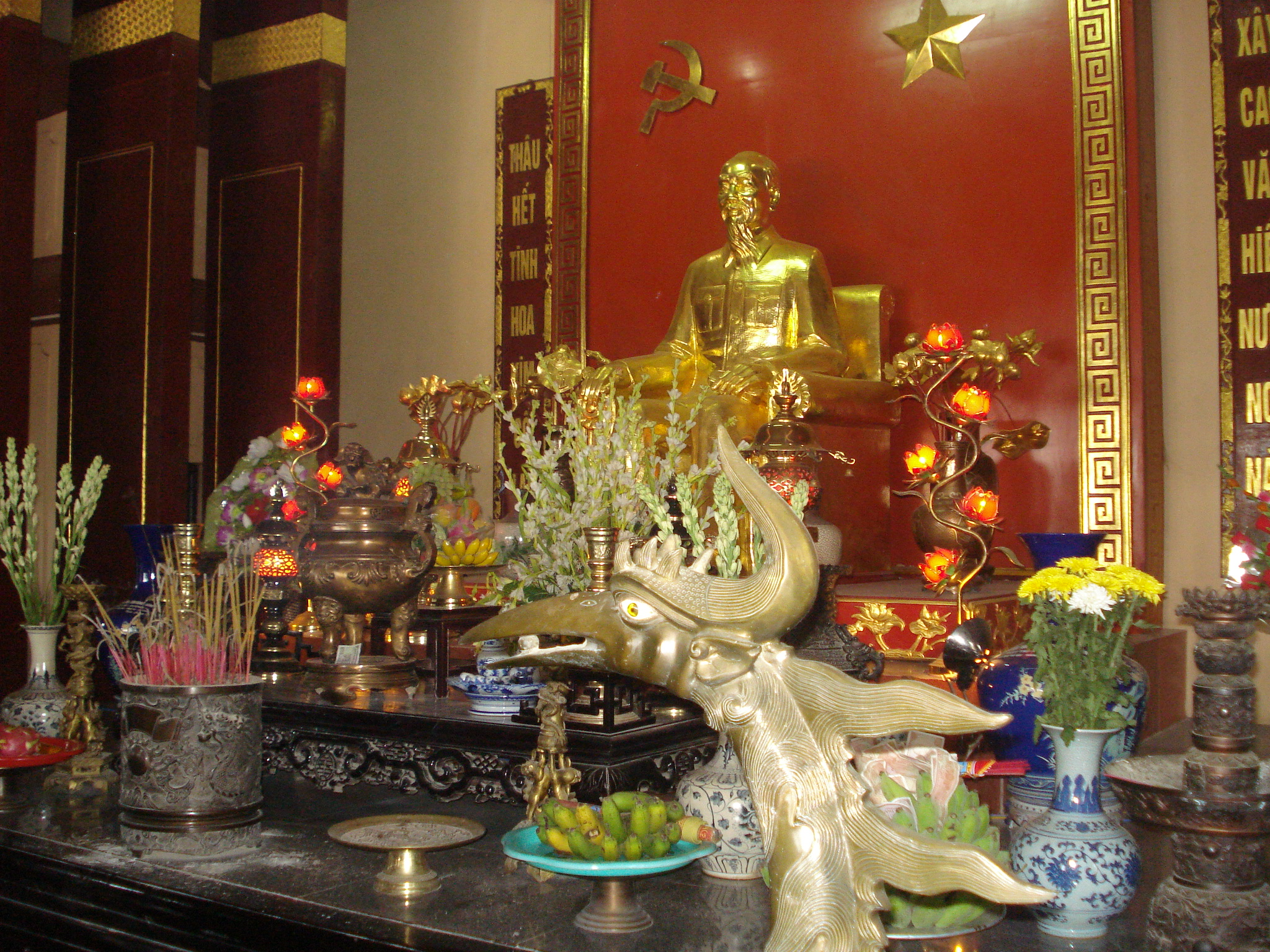
越南人供奉的胡志明神像

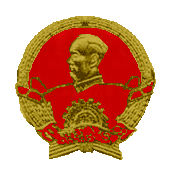
胡志明像章

越南勞動黨主席胡志明戰勝法國人並使越南獲得獨立後，緊接著發生了越南戰爭，而胡志明領導的越南人民軍不但打跑了美軍，還勢如破竹的打下南越首都西貢，並將西貢改名為胡志明市，同時占領了曾為南越總統府的獨立宮並改名為統一宮，胡志明的聲望攀升至前所未有的高峰；然而胡志明在越戰戰勝之前就去世了，後來胡志明死後移靈至越南首都河內的胡志明紀念堂。

#### 柬埔寨

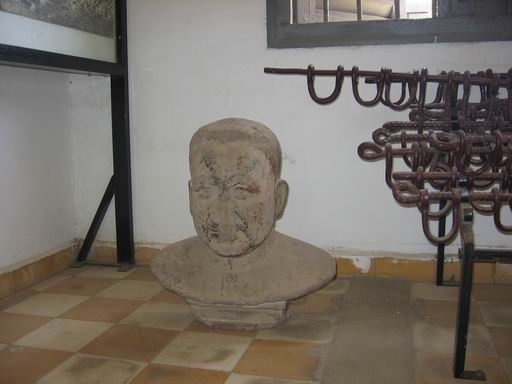
波尔布特的半身雕像

前柬埔寨王國国王西哈努克在执政初期曾推行个人崇拜，并以“祖国的长明灯，民族的保护者”宣传。

#### 其他地區

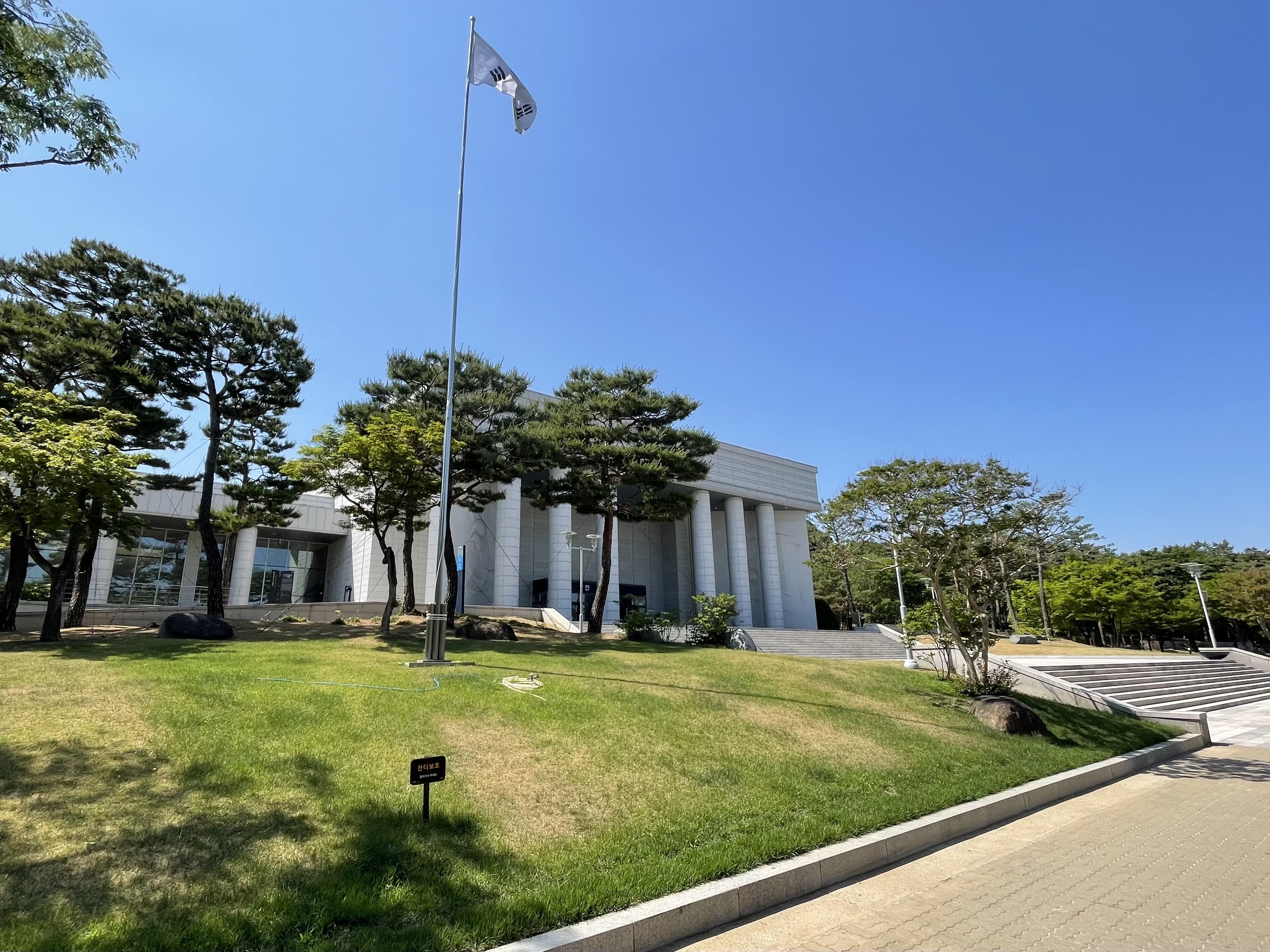
金九紀念館
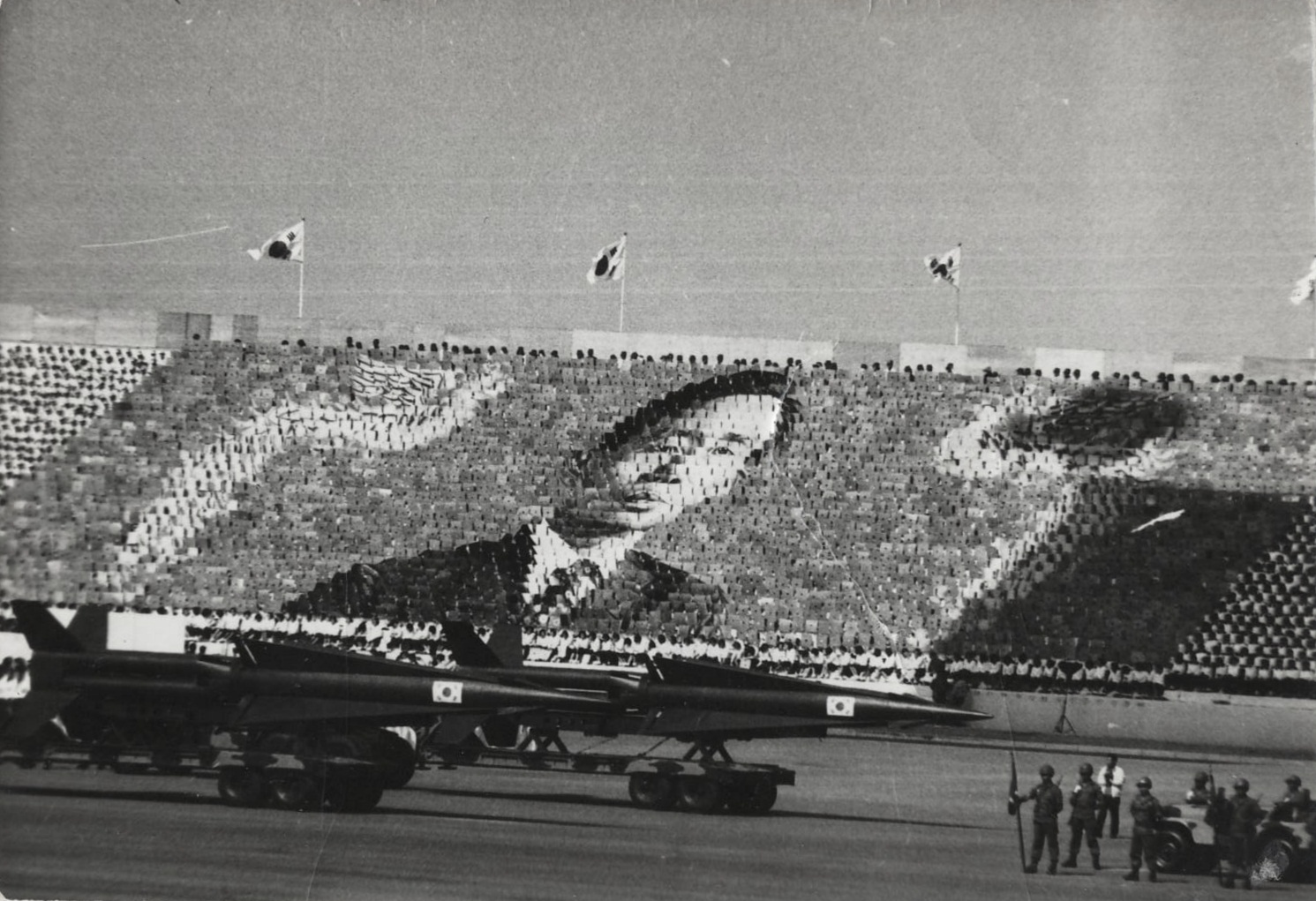
韓國閱兵式上以翻板組字（英语：Card stunt）模式呈現的朴正熙崇拜
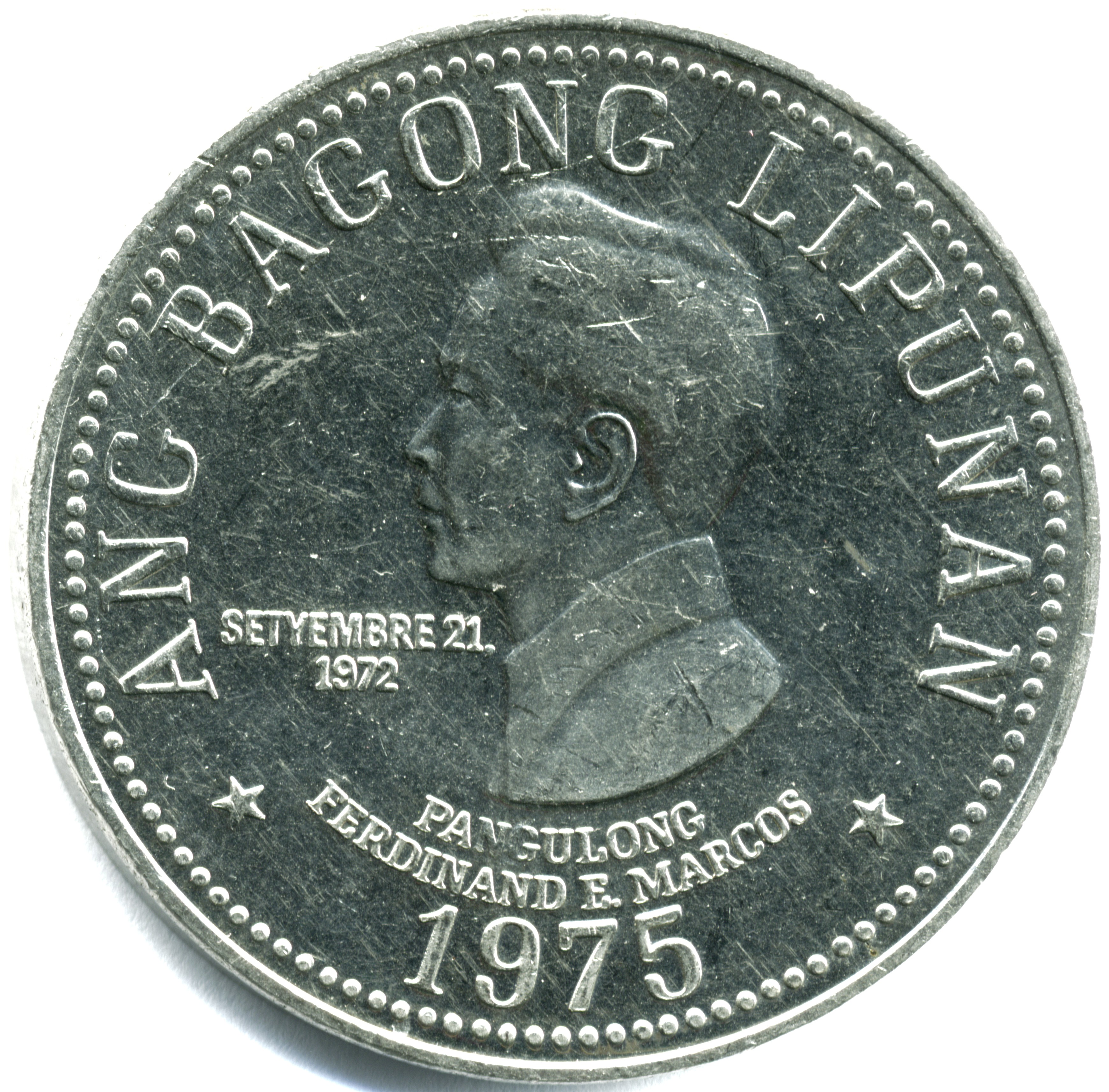
1975至1982年間在菲律賓流通的费迪南德·马科斯紀念幣
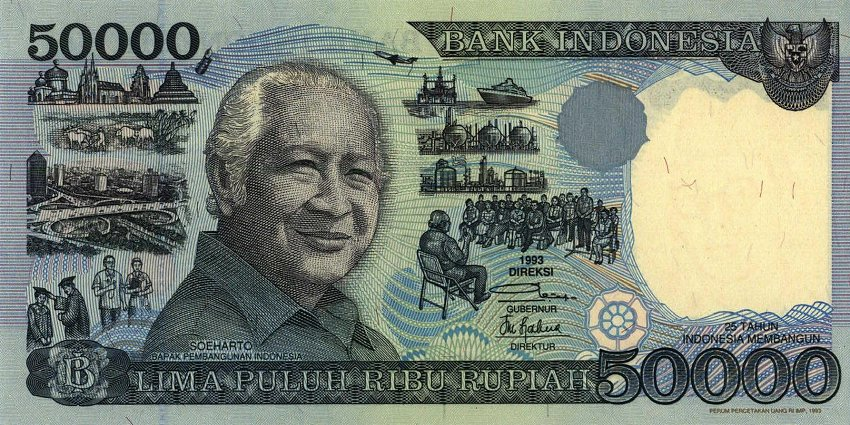
1993年，印尼紙幣上的蘇哈托肖像
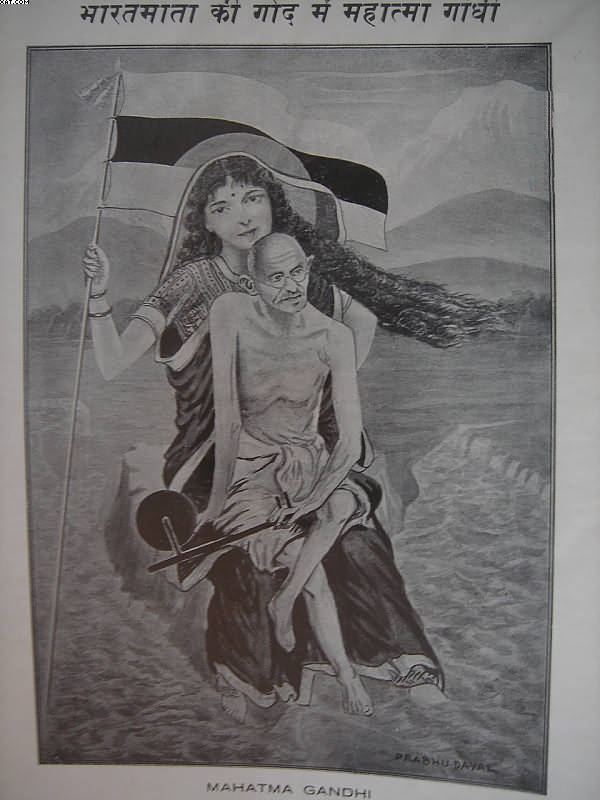
1940年代印度一幅宣傳聖雄甘地是婆羅多母親之子的海報
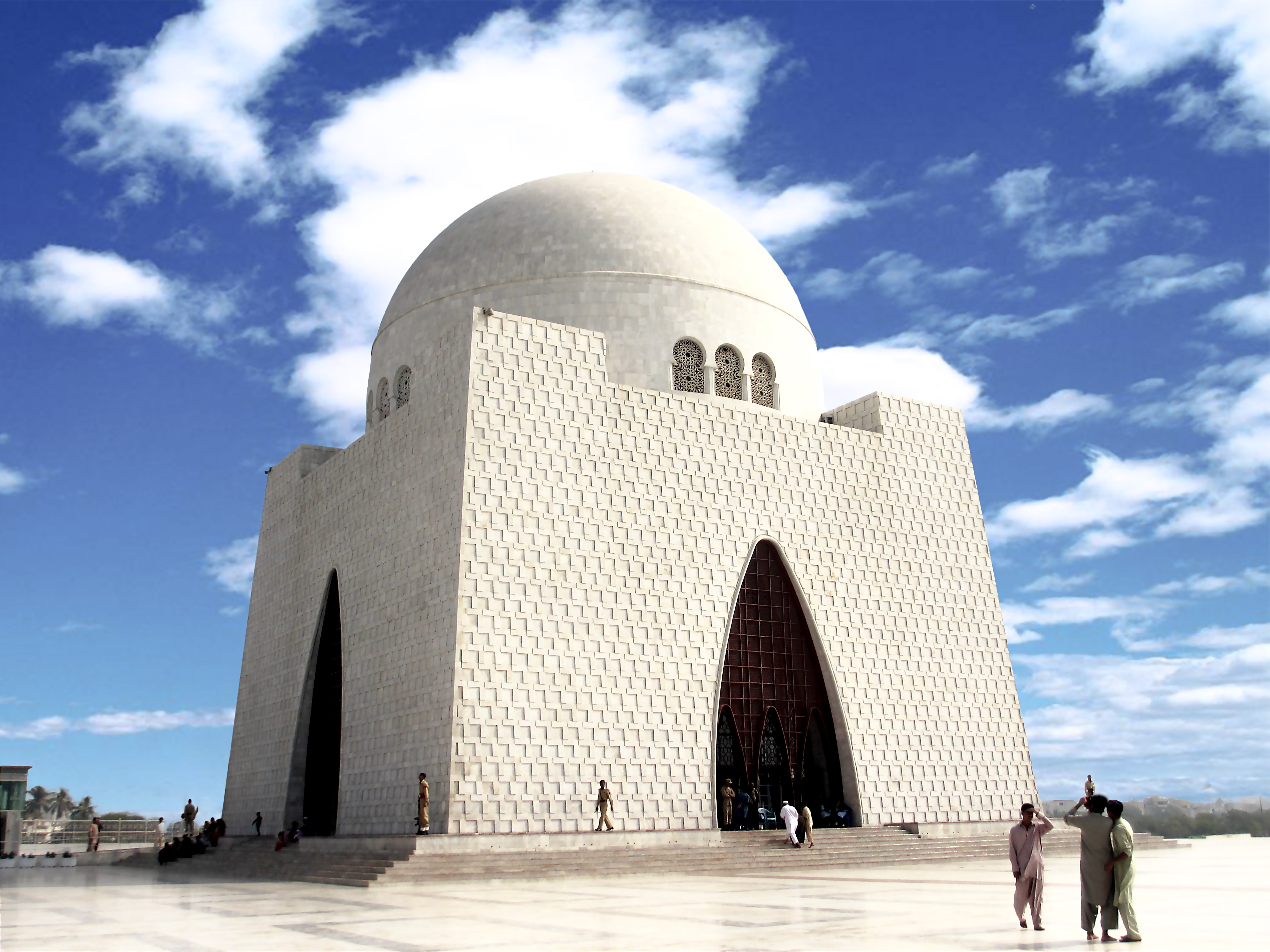
巴基斯坦「偉大領袖」真納在喀拉蚩的陵寢
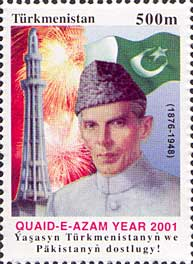
由土庫曼發行的巴基斯坦國父真納紀念郵票

韩国國父金九、韓國總統李承晚和朴正熙、菲律賓總統费迪南德·马科斯和科拉松·阿基诺及掃毒有功的杜特蒂、印尼總統蘇加諾和蘇哈托、緬甸总统翁山和奈溫、新加坡總理李光耀、印度國父甘地及總理尼赫魯與英迪拉·甘地夫婦、巴基斯坦总理真納與法蒂瑪·真納兄妹及總統阿尤布·汗至齊亞·哈克時期的軍政府領袖與總理布托、孟加拉國總統謝赫·穆吉布·拉赫曼與齊亞·拉赫曼等政壇強人與民族英雄，於領導獨立及執政期間，透過個人魅力或威權統治使政治決策或經濟建設得以鞏固並且執行，使人民產生敬畏與崇拜心理。而对日本天皇睦仁及裕仁、泰国国王拉玛九世以及汶萊蘇丹哈桑纳尔·博尔基亚的個人崇拜則屬於現代世界君主崇拜的最佳代表。

### 中东和北非

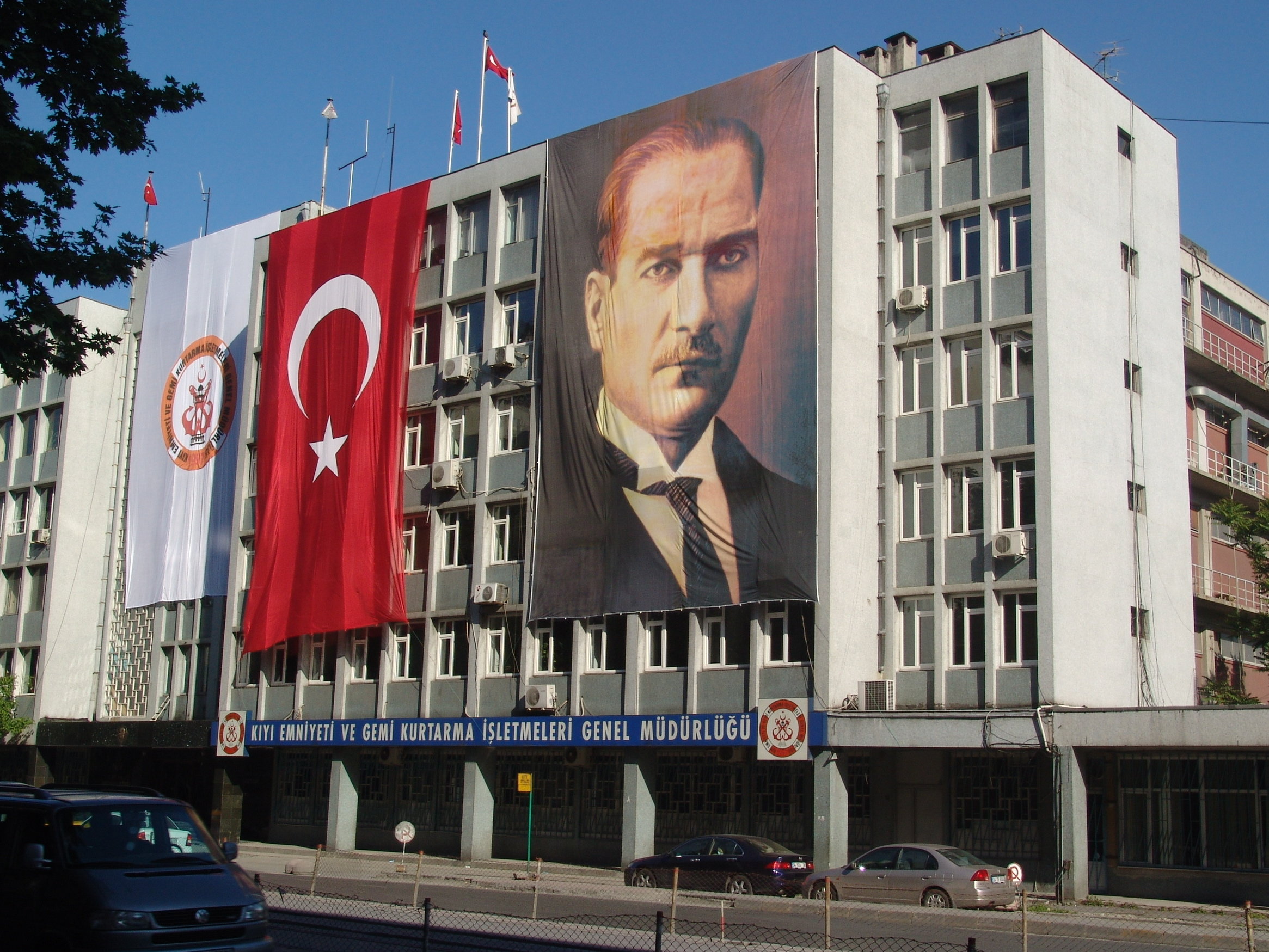
土耳其街頭處處懸掛凱末爾的肖像畫
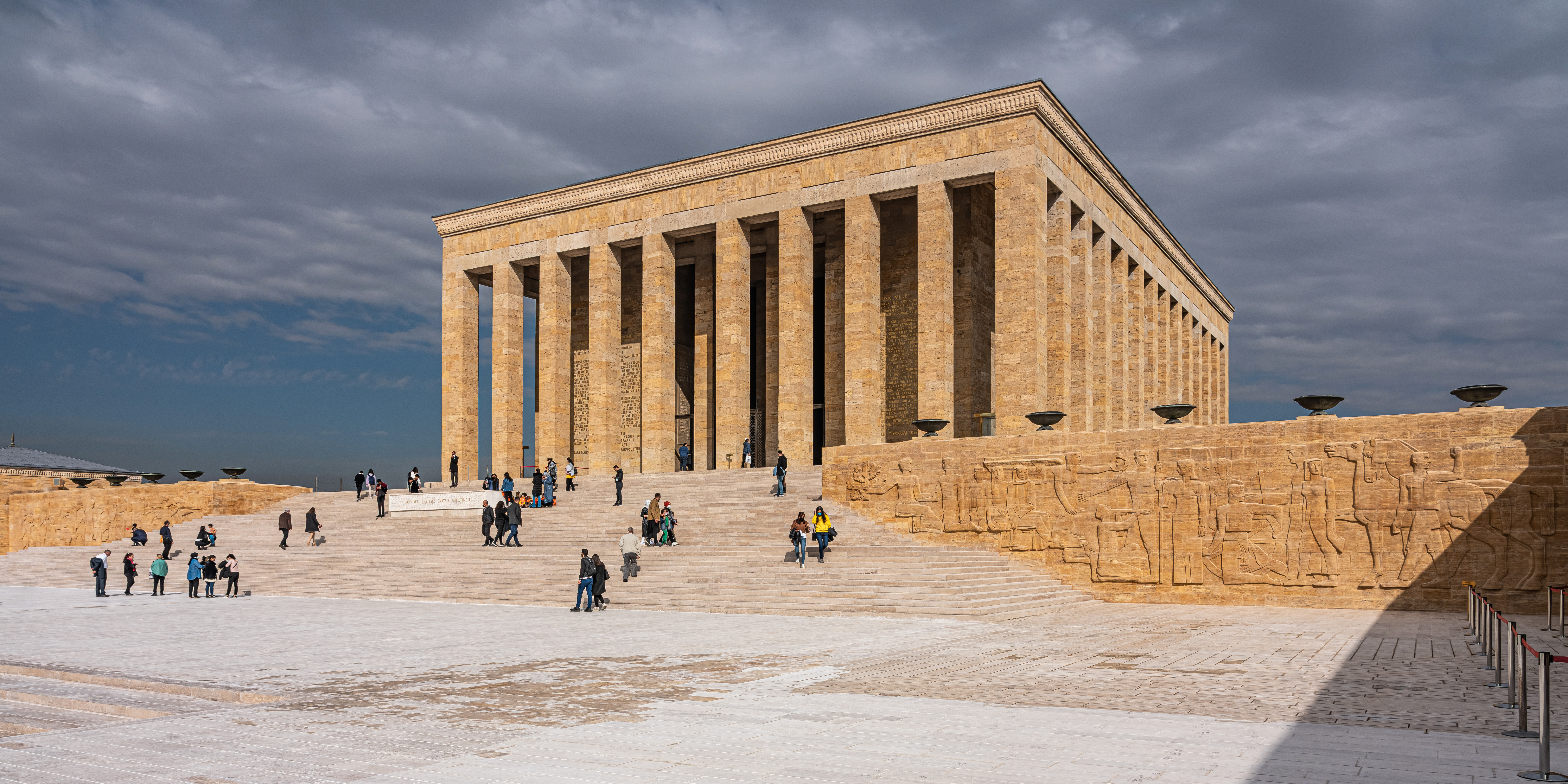
安卡拉凱末爾紀念館
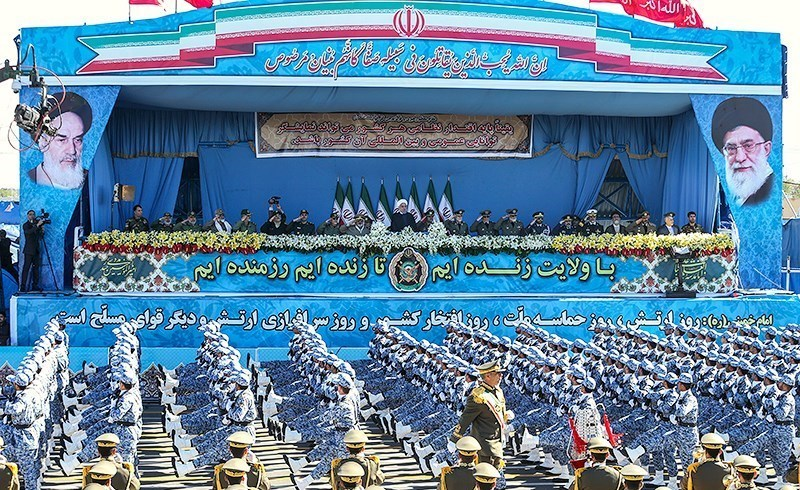
伊朗閱兵式會場上出現的霍梅尼及哈梅內伊肖像，於伊朗街頭亦隨處可見
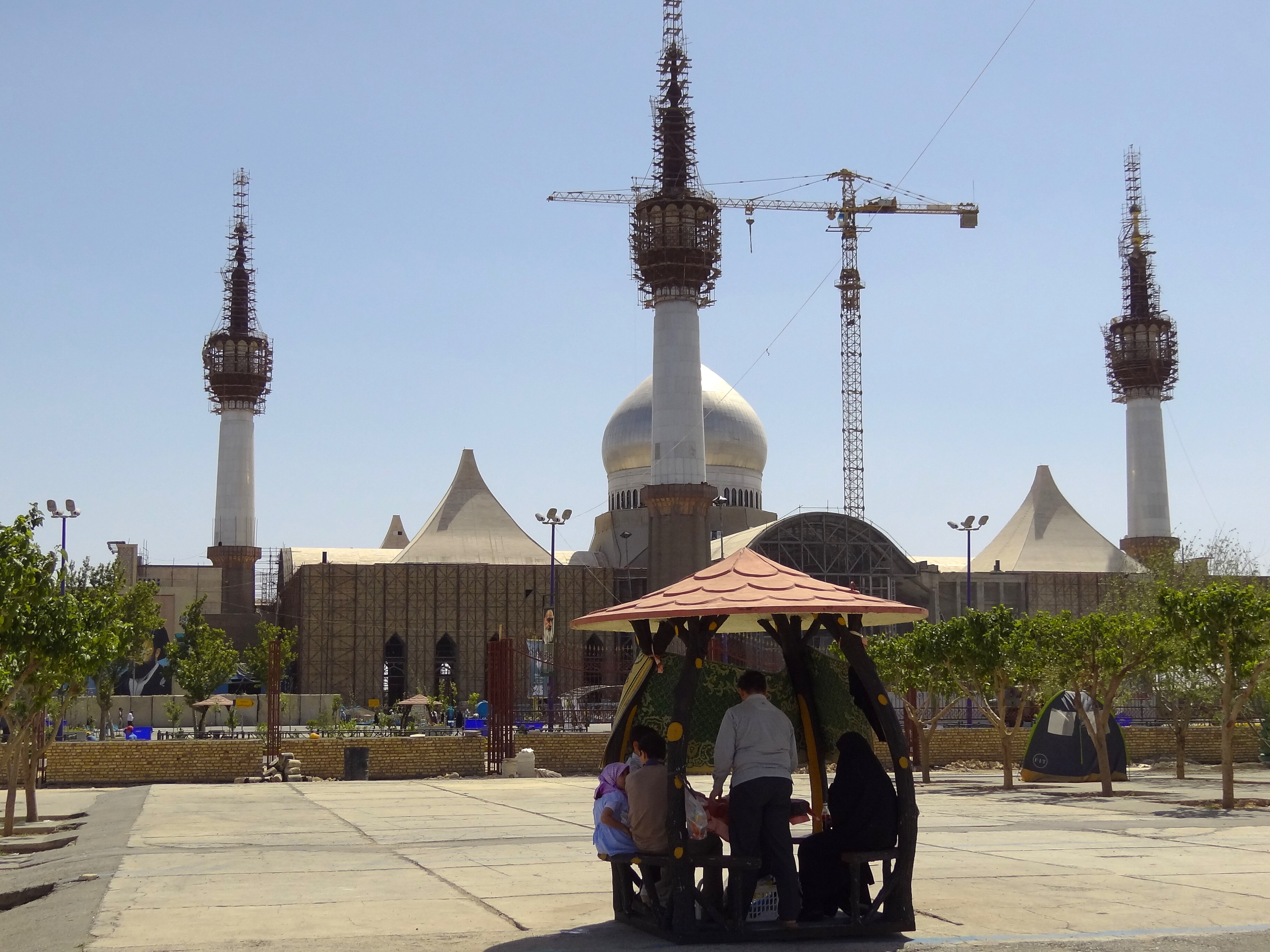
德黑蘭霍梅尼陵
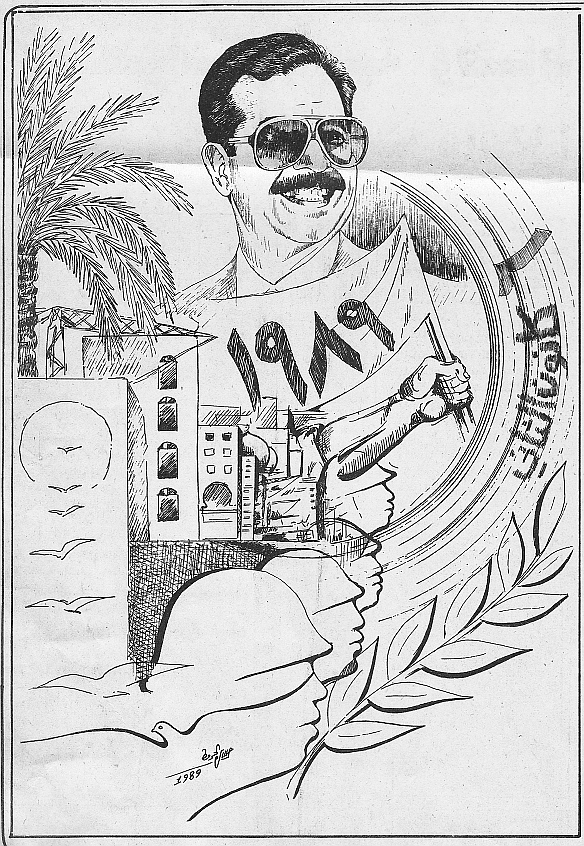
伊拉克復興黨政府於兩伊戰爭後美化薩達姆的宣傳畫作
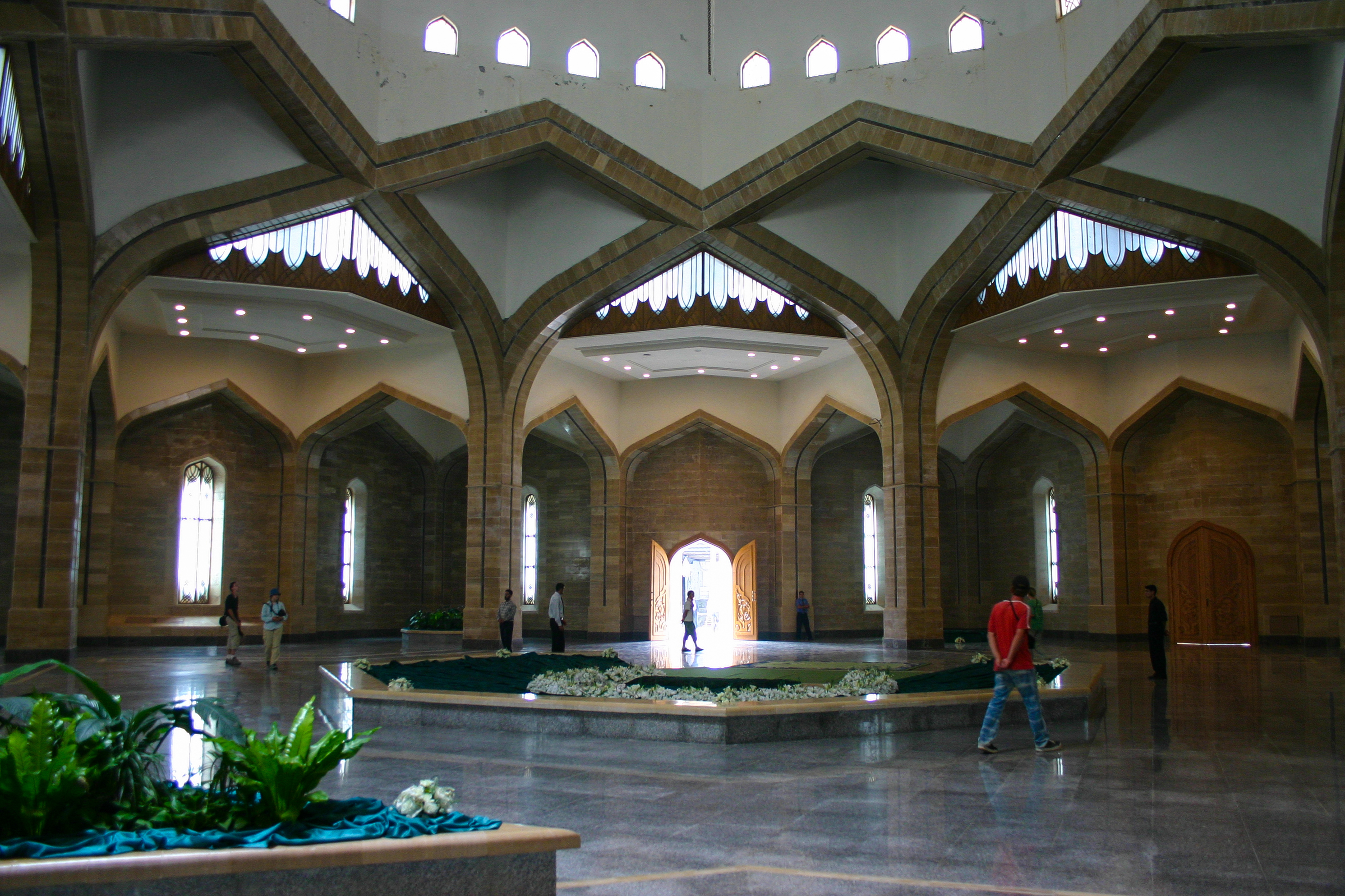
卡爾達哈阿萨德家族陵寢，已於2024年阿塞德政權垮台後被毀
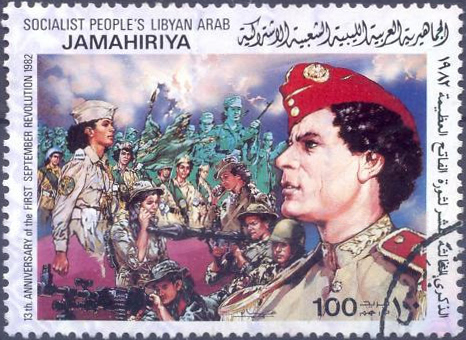
利比亞格達費當局發行的革命13週年紀念郵票
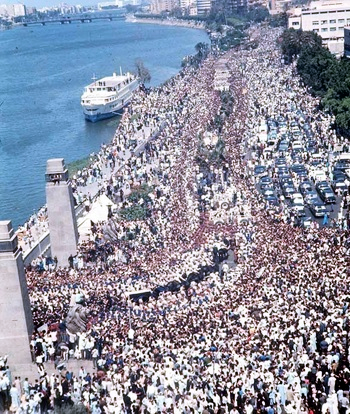
1970年，開羅街頭湧入500萬人為埃及總統納賽爾送葬
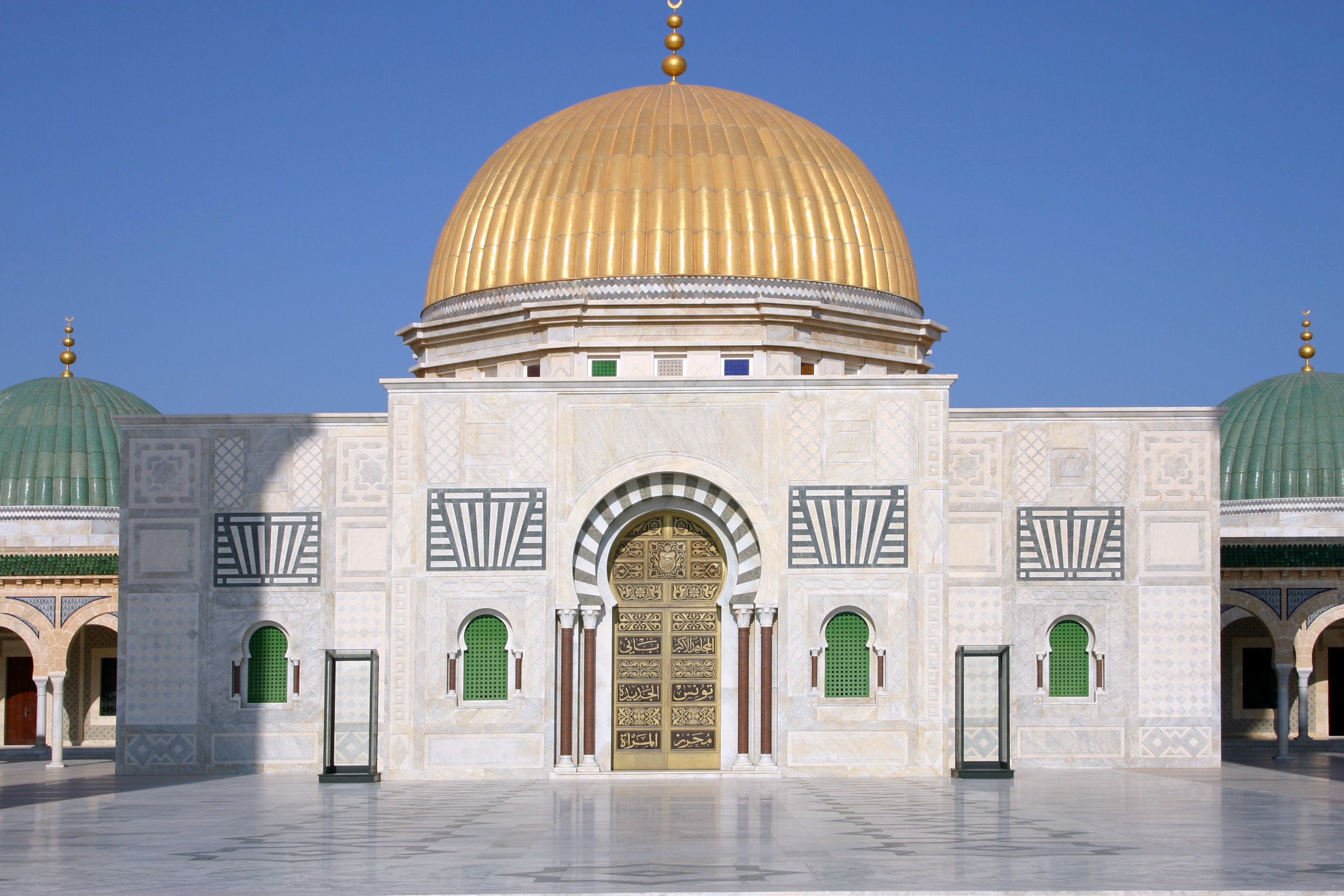
莫納斯提爾布爾吉巴陵寢
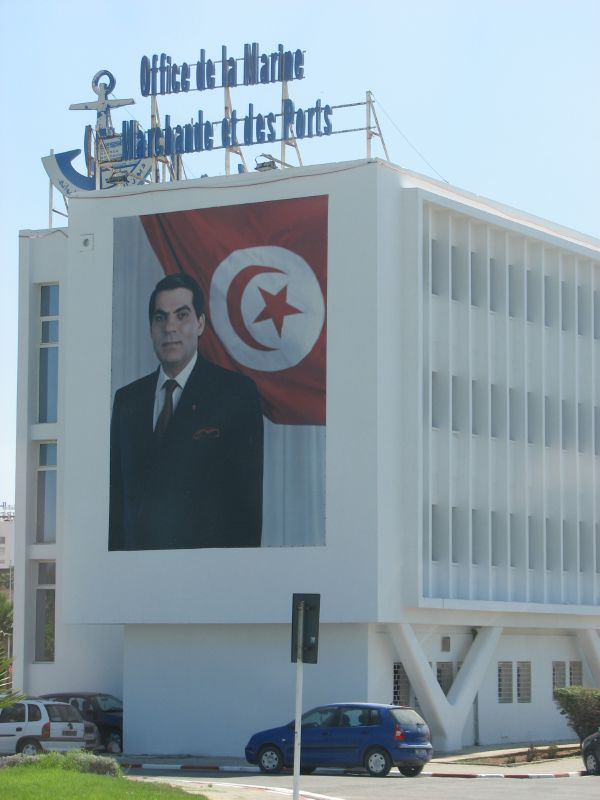
本·阿里在突尼斯街頭的肖像畫

如巴勒斯坦的阿拉法特、利比亚的卡扎菲、索马里的西亚德、叙利亚的哈菲兹与巴沙尔父子、西撒哈拉的穆罕默德·阿卜杜勒-阿齐兹、也门的萨利赫、伊拉克的萨达姆、埃及的纳赛尔、萨达特与穆巴拉克、毛里塔尼亚的莫克塔尔与马维亚·乌尔德·西德·艾哈迈德·塔亚、突尼斯的布尔吉巴与本·阿里、苏丹的加法尔·尼迈里与巴希尔、阿尔及利亚的胡阿里·布迈丁、沙德利·本·杰迪德与布特弗利卡、土耳其的凱末爾、伊諾努与埃爾多安、伊朗的霍梅尼与哈梅內伊等專制統治者，除了在國內高掛領導人肖像以外，同時还配合官方媒體與教科書進行個人崇拜運動。
其中土耳其對凱末爾的一系列個人崇拜運動便極具代表性。另外还有以利比亞卡扎菲的《綠皮書》為代表性的個人崇拜文宣。而至於沙烏地阿拉伯王国、阿曼、阿联酋、科威特、卡塔尔、巴林、约旦、摩洛哥等國對於皇室的個人崇拜則屬於君主崇拜。

### 撒哈拉以南非洲
如辛巴威的穆加貝、赤道幾內亞的恩圭馬·姆巴索戈、象牙海岸的博瓦尼、馬拉威的班達及穆塔里卡、厄利垂亞的阿費沃爾基、喀麥隆的阿希喬及比亞、甘比亞的達烏達·賈瓦拉及葉海亞·賈梅、布吉納法索的托馬斯·桑卡拉及龔保雷、多哥的納辛貝·埃亞德馬、加彭的奧馬爾·邦戈、安哥拉的阿戈什蒂紐·內圖及若澤·愛德華多·多斯·桑托斯、烏干達的伊迪·阿敏、中非的博卡薩、衣索比亞的門格斯圖及澤納威、貝南的馬蒂厄·克雷庫、索馬利亞的西亞德·巴雷、馬利的特拉奧雷、剛果民主共和國的蒙博托及卡比拉、剛果共和國的恩古瓦比、幾內亞的杜爾、迦納的恩克魯瑪、肯亞的喬莫·肯亞塔、莫三比克的薩莫拉·馬謝爾、坦尚尼亞的尼雷爾等開國總統或軍事強人多以高壓統治與洗腦教育鞏固政權。

### 北美洲

#### 美国
美國各大歷史學派學家指出，美國歷史上曾有多位總統被民間興起的個人崇拜風潮所推崇，包括乔治·华盛顿、托马斯·杰斐逊、安德鲁·杰克逊、西奥多·罗斯福、富兰克林·德拉诺·罗斯福、罗纳德·里根以及唐納·川普。
至於甘迺迪的個人崇拜現象則是在他被暗殺之後才產生的，儘管其相對年輕、英俊加上有位貌美迷人的妻子賈桂琳·甘迺迪等因素，皆為其政府增添良好形象以及成為眾所矚目的焦點。
此外，尚有評論提到一鼓圍繞著川普的「讓美國再次偉大」主張，由共和黨人及川粉所塑造出來的個人崇拜現象。

### 拉丁美洲

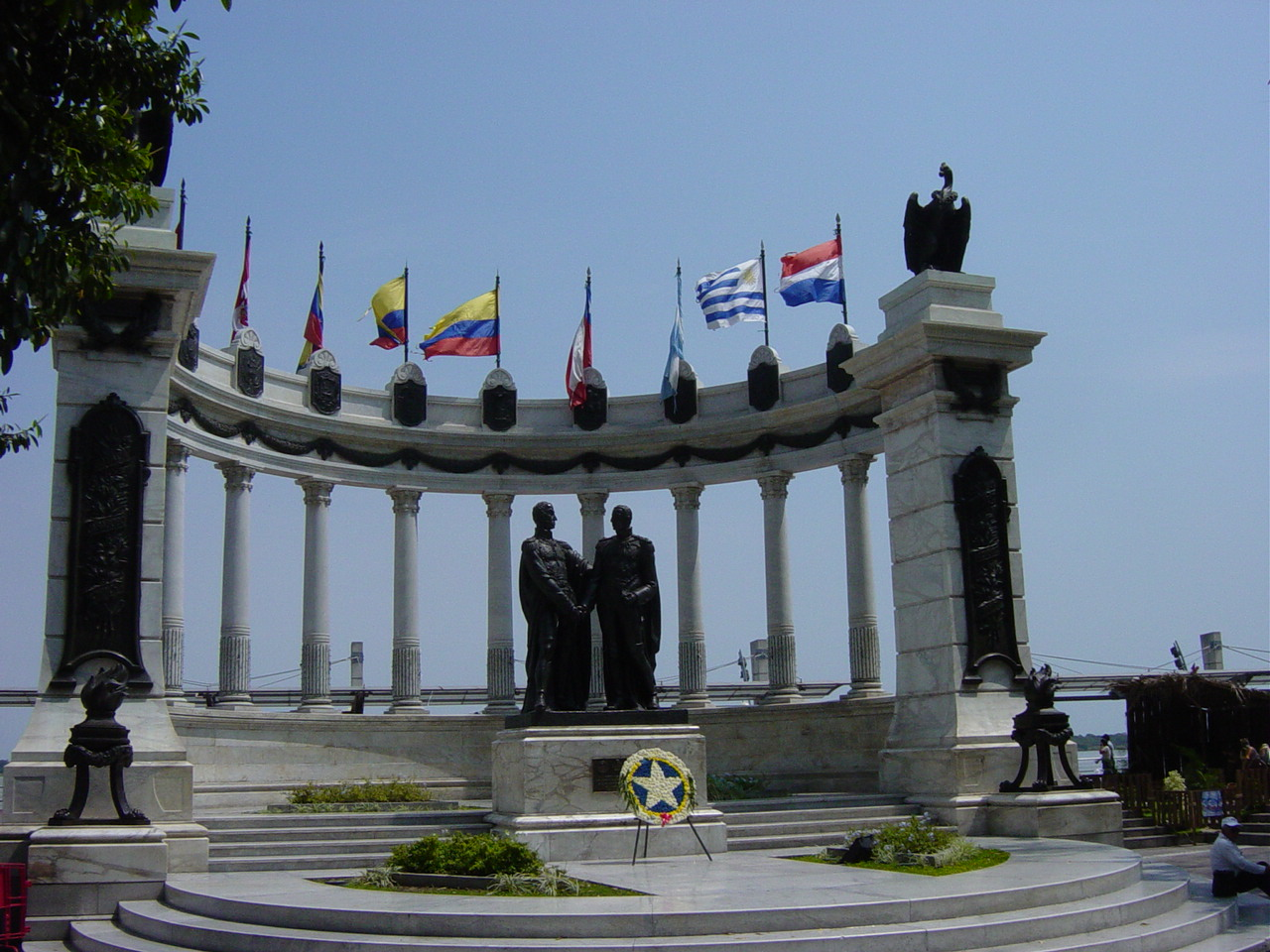
拉丁美洲諸國對西蒙·玻利瓦與何塞·德·聖馬丁等解放者的崇拜是拉美考迪羅崇拜與民族英雄崇拜的鼻祖
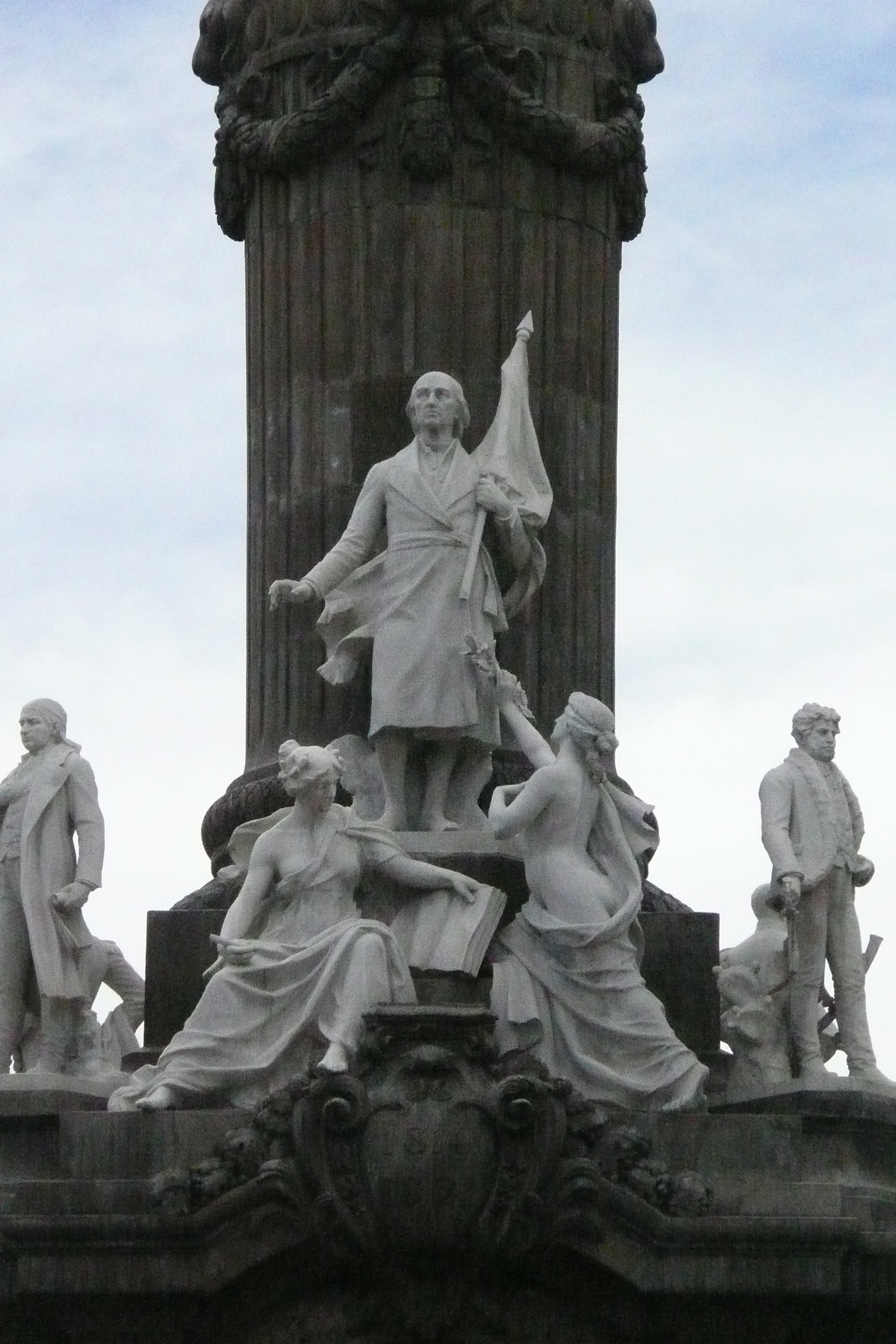
墨西哥政府用於神化國父米格爾·伊達爾戈的雕像作品
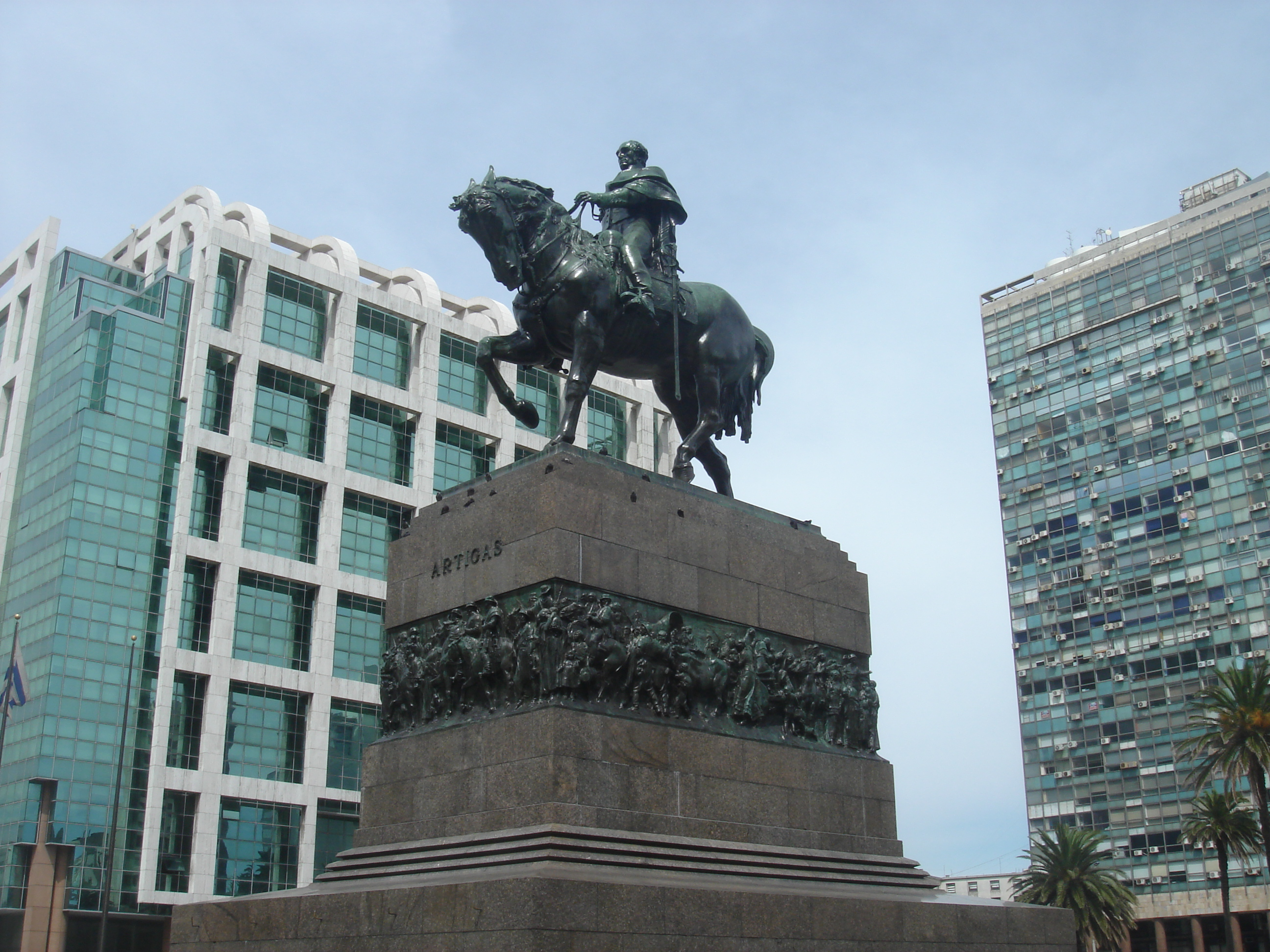
烏拉圭獨立廣場中心的何塞·赫瓦西奧·阿蒂加斯紀念碑，同時作為阿蒂加斯的陵寢
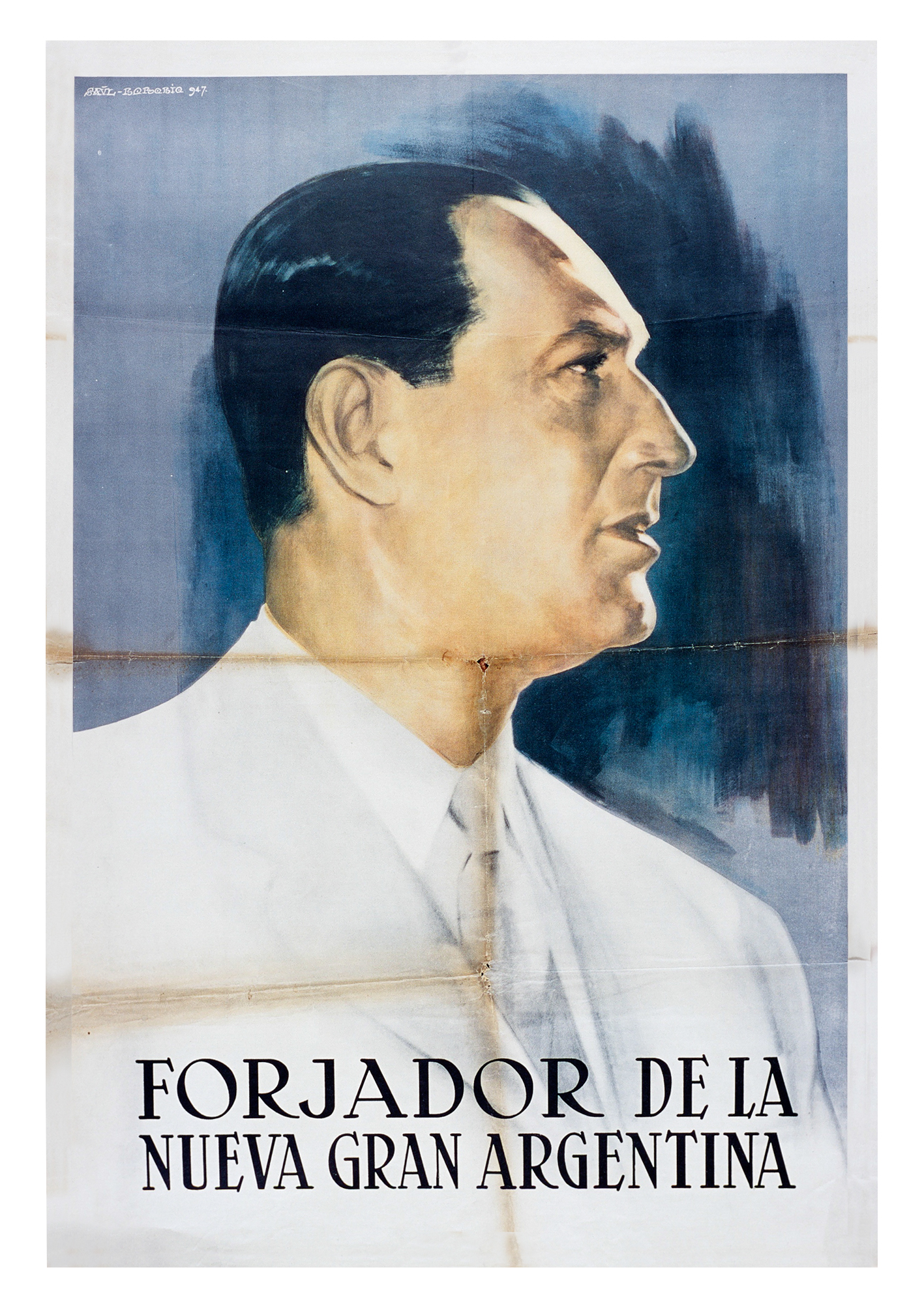
1947年的阿根廷宣傳海報稱胡安·裴隆為「新偉大阿根廷的塑造者」
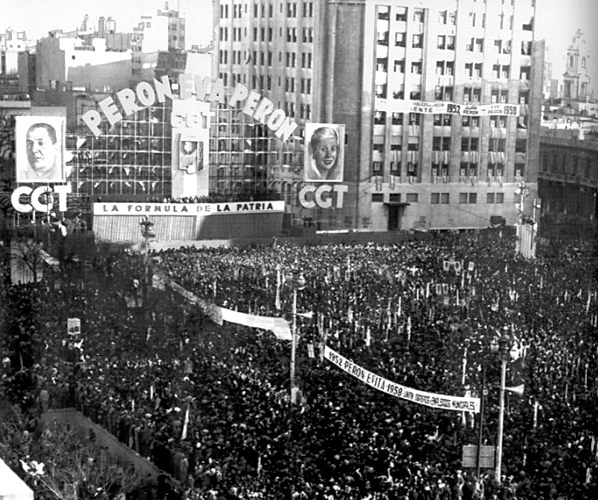
阿根廷大量人群聚集於懸掛有裴隆夫婦肖像的建築物下，齊聲擁護伊娃·裴隆競選副總統
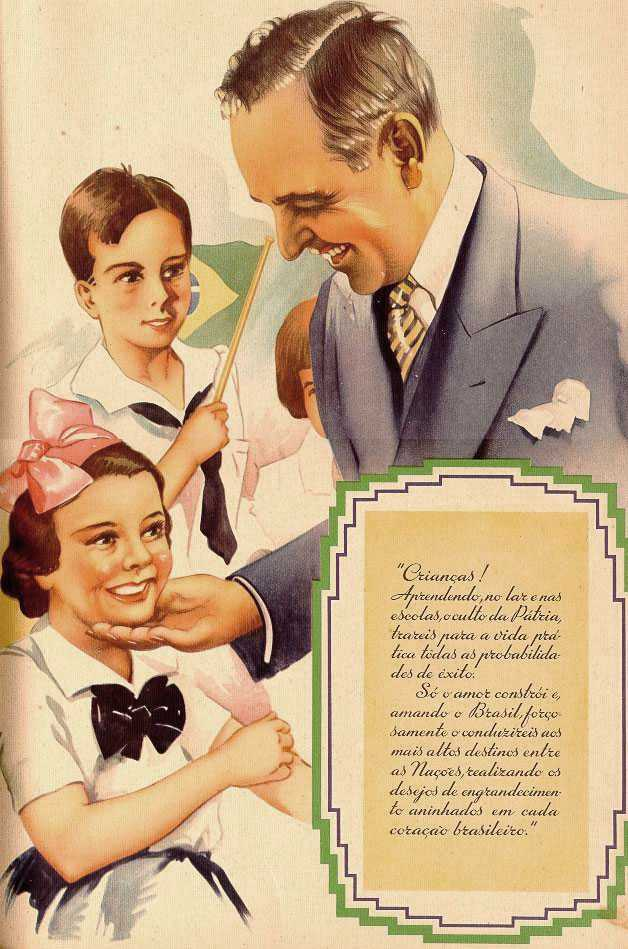
瓦加斯時期的巴西政治宣傳海報
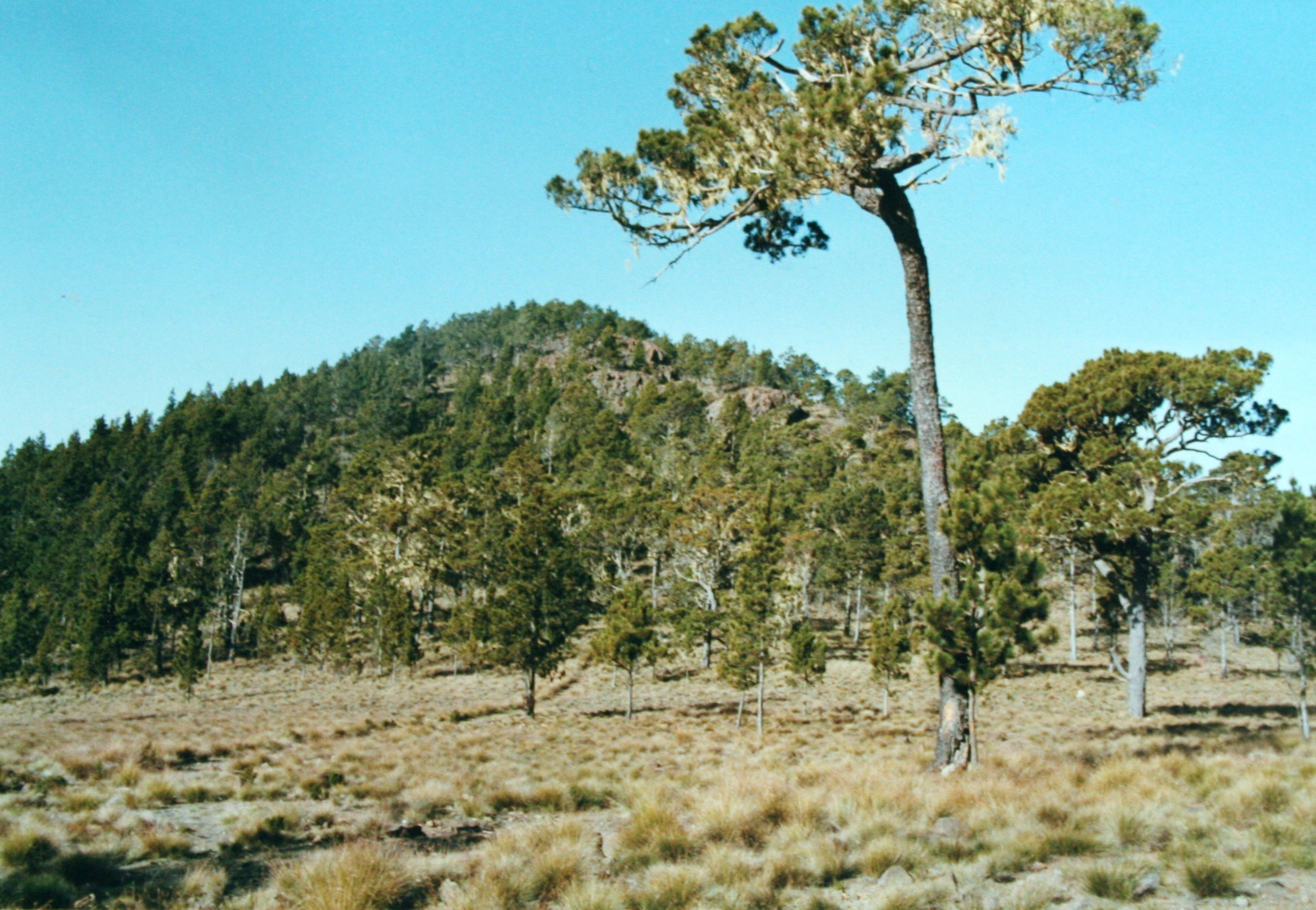
多明尼加一座原先以拉斐爾·特魯希略命名的山峰，現在改為紀念解放者胡安·巴勃羅·杜阿爾特，名為杜阿爾特峰
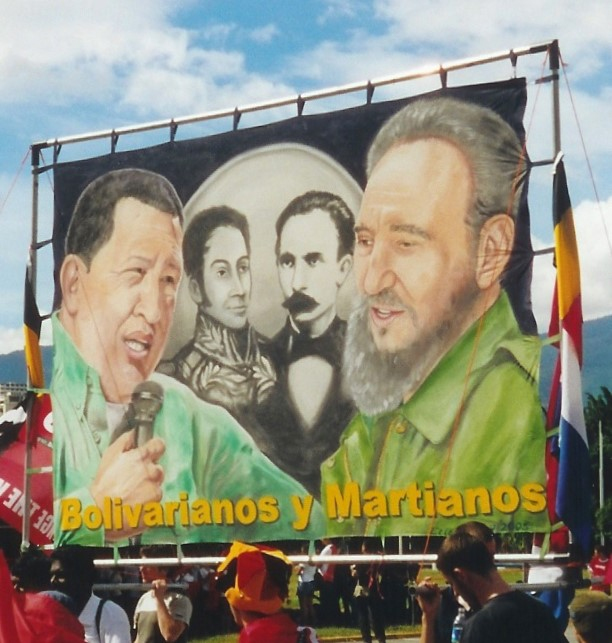
2005年，委内瑞拉首都加拉加斯的一面宣傳海報，绘有烏戈·查維茲、西蒙·玻利瓦、何塞·馬蒂和菲德尔·卡斯特罗

20世紀中南美部分國家處於考迪羅軍事獨裁時期或民粹主义政党当政时期，國家領導人除了以槍桿子鞏固政權並自詡為對抗外侮的化身，將自己與該國解放者、革命家與民族英雄譬美外，也廣泛使用官方文宣以讓全國民眾對其效忠；典型的例子如古巴的巴蒂斯塔、墨西哥的迪亞斯、委內瑞拉的戈麥斯、希門內斯及查維茲、巴西的瓦加斯及布朗庫、梅迪西與民粹崛起的卢拉及博索納羅、阿根廷的胡安·裴隆夫婦、魏地拉、加爾鐵里及基什內爾、祕魯的阿爾瓦拉多及藤森、玻利維亞的烏戈·班塞爾、智利的皮諾切特、巴拉圭的斯特羅斯納、巴拿馬的諾列加、尼加拉瓜的索摩查、海地的杜瓦利埃、多明尼加的拉斐爾·特魯希略等軍事獨裁者或民粹主义政治家。